# Campionato del mondo rally 2019

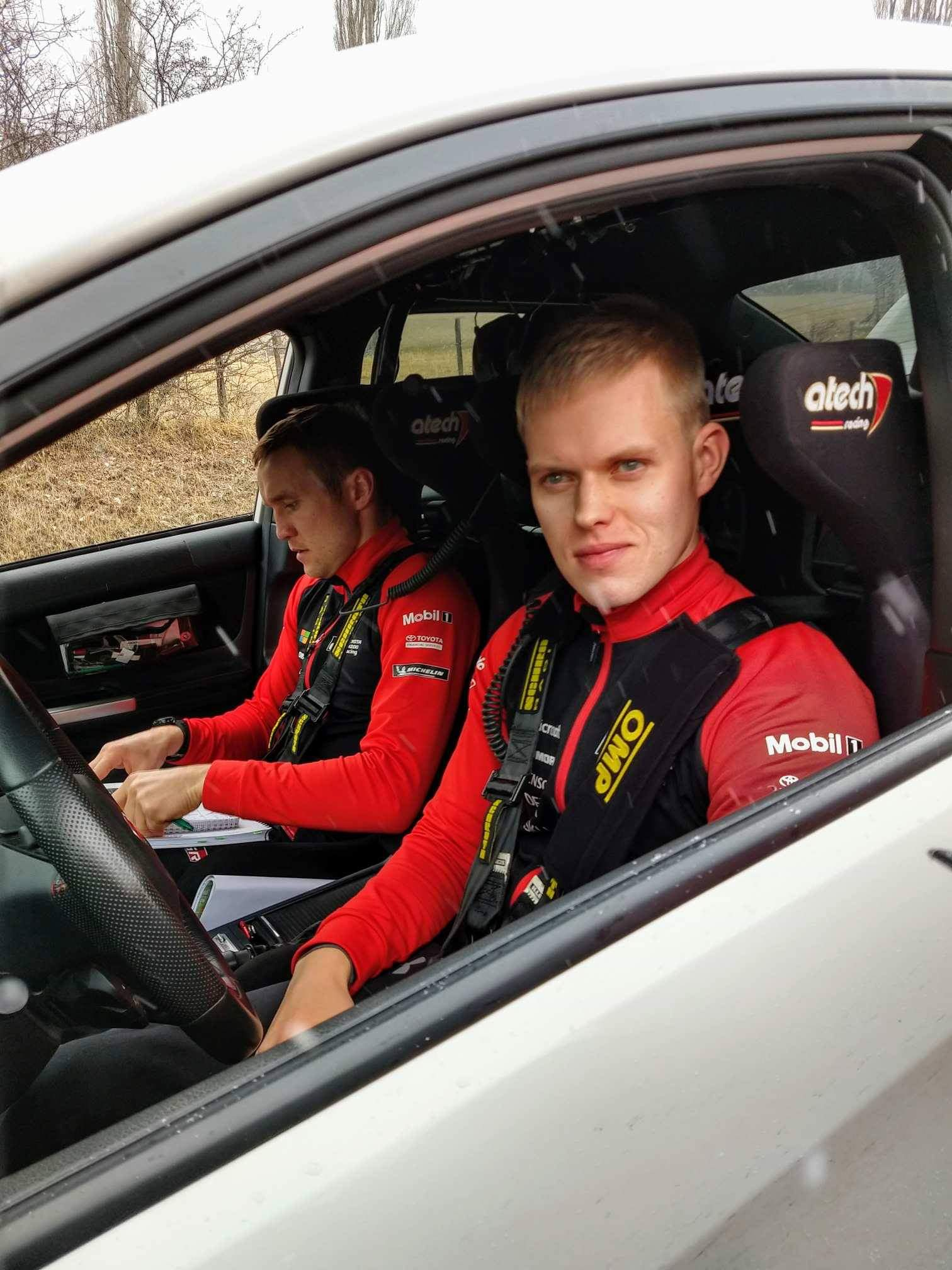
I campioni del mondo 2019 Ott Tänak e Martin Järveoja, qui durante le ricognizioni del Rally di Monte Carlo all'avvio della stagione

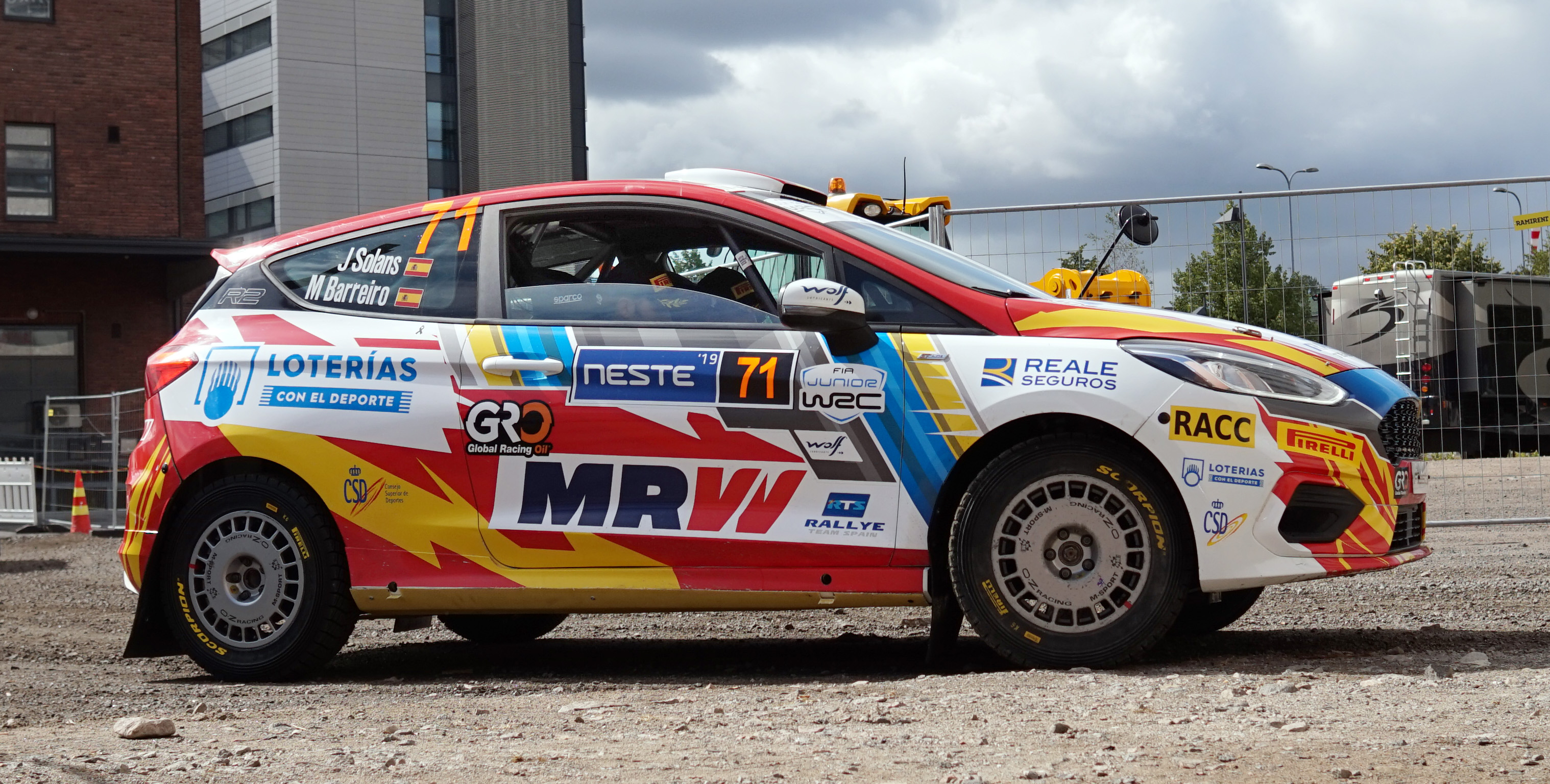
Jan Solans e Mauro Barreiro, campioni 2019 nella categoria Junior WRC, qui al parco assistenza del Rally di Finlandia

Il campionato del mondo rally 2019 è stata la 47ª edizione del campionato del mondo rally e si è svolto dal 22 gennaio al 27 ottobre 2019.
Le squadre e gli equipaggi hanno gareggiato in tredici eventi e sono stati assegnati i titoli iridati piloti, co-piloti e costruttori. Gli equipaggi competevano in auto conformi ai regolamenti World Rally Car e Gruppo R. La serie fu ancora una volta supportata dai campionati World Rally Championship-2, da questa stagione diviso in WRC-2 Pro (riservato alle scuderie ufficiali) e WRC-2 (per i privati), e dal Junior World Rally Championship a turni selezionati. Il World Rally Championship-3 è stato soppresso.
Hanno partecipato al campionato gli stessi team che si erano contesi il titolo nel 2018, ovvero M-Sport con la Ford Fiesta WRC, Toyota con la Yaris WRC, la cui gestione venne sempre affidata alla squadra Toyota Gazoo Racing, Citroën con la C3 WRC e Hyundai con la i20 Coupe WRC.
Sébastien Ogier e Julien Ingrassia erano i campioni in carica dopo aver conquistato il sesto titolo consecutivo nella precedente stagione al Rally d'Australia 2018, ultima gara dell'anno. Toyota è invece il campione uscente nei costruttori. I titoli piloti e copiloti 2019 sono invece stati vinti dagli estoni Ott Tänak e Martin Järveoja, primi rappresentanti del loro paese a laurearsi campioni del mondo, e la conquista matematica è avvenuta al termine del Rally di Catalogna, penultima gara della stagione, dove sono giunti al secondo posto., mentre l'alloro iridato marche è stato conquistato dalla scuderia sudcoreana Hyundai Motorsport, la quale iscrisse quindi per la prima volta il suo nome nell'albo d'oro costruttori del mondiale rally; tale titolo si sarebbe dovuto giocare nell'ultima gara, il Rally d'Australia, ma l'appuntamento venne annullato pochi giorni prima del suo inizio per via dell'emergenza incendi che ha funestato i territori settentrionali del Nuovo Galles del Sud, dove si sarebbe dovuto svolgere il rally.
Il campionato WRC-2 Pro è stato vinto dalla coppia finlandese composta da Kalle Rovanperä e Jonne Halttunen alla guida di una Škoda Fabia R5 della scuderia ufficiale Škoda Motorsport; la coppia si è infatti aggiudicata il neonato titolo con due gare di anticipo al termine del Rally di Gran Bretagna. Il titolo costruttori di categoria è invece andato alla squadra Škoda Motorsport, conquistato in Catalogna a una gara dal termine.
Anche i titoli mondiali piloti e copiloti WRC-2 si sarebbero dovuti decidere in Australia ma stante l'annullamento della gara, essi andarono ai francesi Pierre-Louis Loubet e Vincent Landais su Škoda Fabia R5, in testa alla classifica dopo l'appuntamento spagnolo.
Il pilota spagnolo Jan Solans e il suo connazionale Mauro Barreiro, su Ford Fiesta R2, si sono inoltre aggiudicati il mondiale piloti e copiloti Junior WRC, anch'essi conquistandolo alla terzultima gara in Galles.

## Calendario

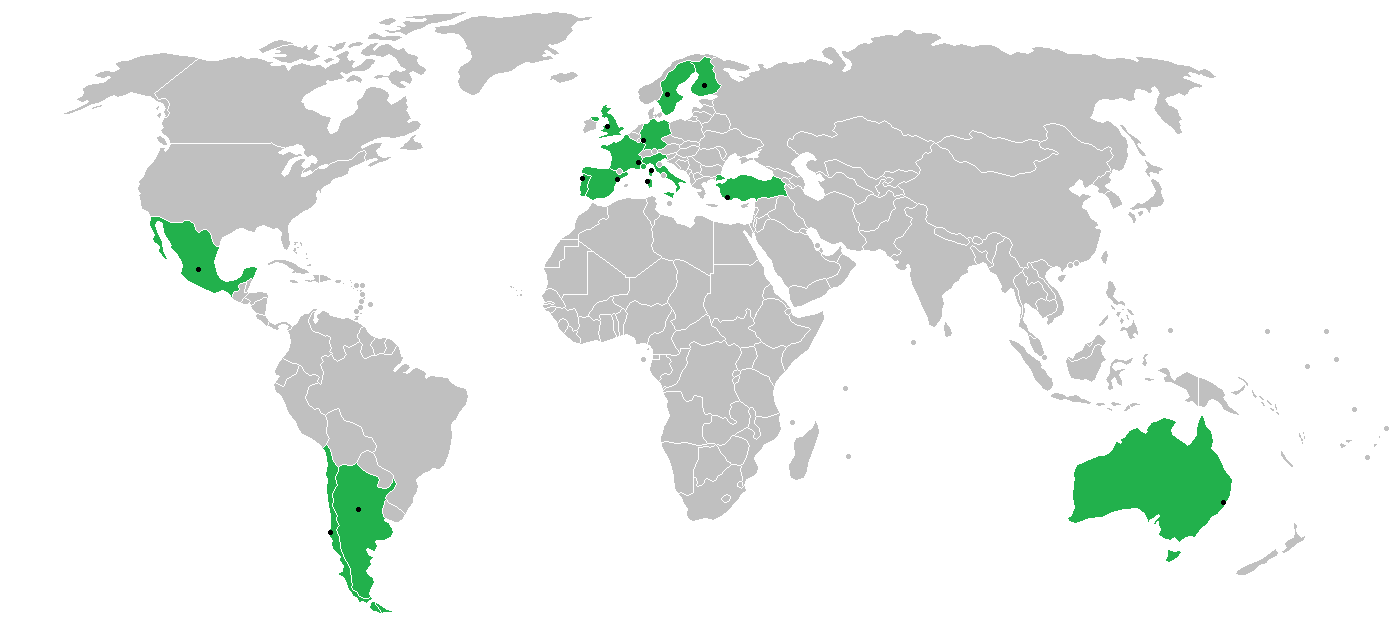
Mappa che illustra le sedi di gara del mondiale 2019

Il campionato, con i suoi quattordici appuntamenti, avrebbe dovuto toccare l'Europa, l'America del sud e l'Oceania, tuttavia il rally d'Australia, in programma dal 14 al 17 novembre come ultima tappa del campionato, venne cancellato a causa dell'emergenza incendi che colpì il Nuovo Galles del Sud.
| Tappa | Data               | Rally                                     | Luogo                               | Superficie       |
| ----- | ------------------ | ----------------------------------------- | ----------------------------------- | ---------------- |
| 1     | 24-27 gennaio      | 87ème Rallye Automobile de Monte-Carlo    | Gap, Hautes-Alpes                   | Neve/asfalto     |
| 2     | 14-17 febbraio     | 68th Rally Sweden                         | Torsby, Värmland                    | Neve             |
| 3     | 7-10 marzo         | 16º Rally Guanajuato México               | León, Guanajuato                    | Sterrato         |
| 4     | 29-31 marzo        | 62ème CORSICA Linea Tour de Corse         | Bastia, Corsica                     | Asfalto          |
| 5     | 25-28 aprile       | 39º XION Rally Argentina                  | Villa Carlos Paz, Córdoba           | Sterrato         |
| 6     | 9-12 maggio        | 1º COPEC Rally Chile                      | Talcahuano, Regione del Bío Bío     | Sterrato         |
| 7     | 30 maggio-2 giugno | 53º Vodafone Rally de Portugal            | Matosinhos, Região Norte            | Sterrato         |
| 8     | 13-16 giugno       | 16º Rally Italia Sardegna                 | Alghero, Sardegna                   | Sterrato         |
| 9     | 1º-4 agosto        | 69th Neste Rally Finland                  | Jyväskylä, Finlandia centrale       | Sterrato         |
| 10    | 22-25 agosto       | 37. ADAC Rallye Deutschland               | Nohfelden, Saarland                 | Asfalto          |
| 11    | 12-15 settembre    | 12th Rally Turkey                         | Marmaris, Regione dell'Egeo         | Sterrato         |
| 12    | 3-6 ottobre        | 75th Wales Rally GB                       | Llandudno, Galles                   | Sterrato         |
| 13    | 24-27 ottobre      | 55º RallyRACC Catalunya - Rally de España | Salou, Catalogna                    | Asfalto/sterrato |
| 14    | 14-17 novembre     | 28th Kennards Hire Rally Australia        | Coffs Harbour, Nuovo Galles del Sud | Sterrato         |

### Cambiamenti nel calendario
La FIA decise di espandere il programma a quattordici gare, inserendo per la prima volta nella storia il Rally del Cile, collocato a maggio nel calendario come sesta prova del mondiale. La successione degli altri appuntamenti rimane invariata rispetto alla stagione 2018.

## Cambiamenti nel regolamento

### Regolamento sportivo
Rispetto alla precedente stagione, nel 2019 vennero apportate alcune modifiche nel regolamento sportivo, di seguito le principali:
- La serie cadetta World Rally Championship-2 venne scorporata in due campionati separati[2][13]: 
  - WRC-2 Pro: dedicato alle scuderie che vorranno registrarsi ufficialmente, assegnerà il titolo piloti, copiloti e costruttori WRC-2 Pro. Ogni scuderia doveva partecipare ad almeno sette eventi (a scelta, ma uno dovrà essere extra-europeo) schierando almeno una vettura e sino a un massimo di due. Per le classifiche finali erano validi soltanto i migliori otto risultati ottenuti sui quattordici in totale a disposizione.
  - WRC-2: principalmente volto agli equipaggi privati, assegnerà soltanto i titoli piloti e copiloti, separatamente dal campionato "Pro". Per le classifiche finali erano validi soltanto i migliori sei risultati ottenuti nelle prime sette gare disputate da ciascun contendente, sulle quattordici in totale a disposizione.
- Venne soppresso il campionato WRC-3 per piloti, co-piloti e scuderie, che era dedicato agli equipaggi alla guida di vetture di classe inferiori alla R5 (R4, R3, R2 e R1). Tali equipaggi potranno tuttavia continuare a concorrere alle classifiche piloti e co-piloti generali[2][14].

- In avvio di campionato, anche i piloti di punta (quelli con priorità P1) poterono scegliere il proprio numero di gara (eccetto il nº1, a sola disposizione del campione in carica), il quale avrebbe dobuto poi essere mantenuto per il resto della stagione[2][15].

## Squadre e piloti
Erano al via del campionato gli stessi quattro costruttori protagonisti della precedente stagione:

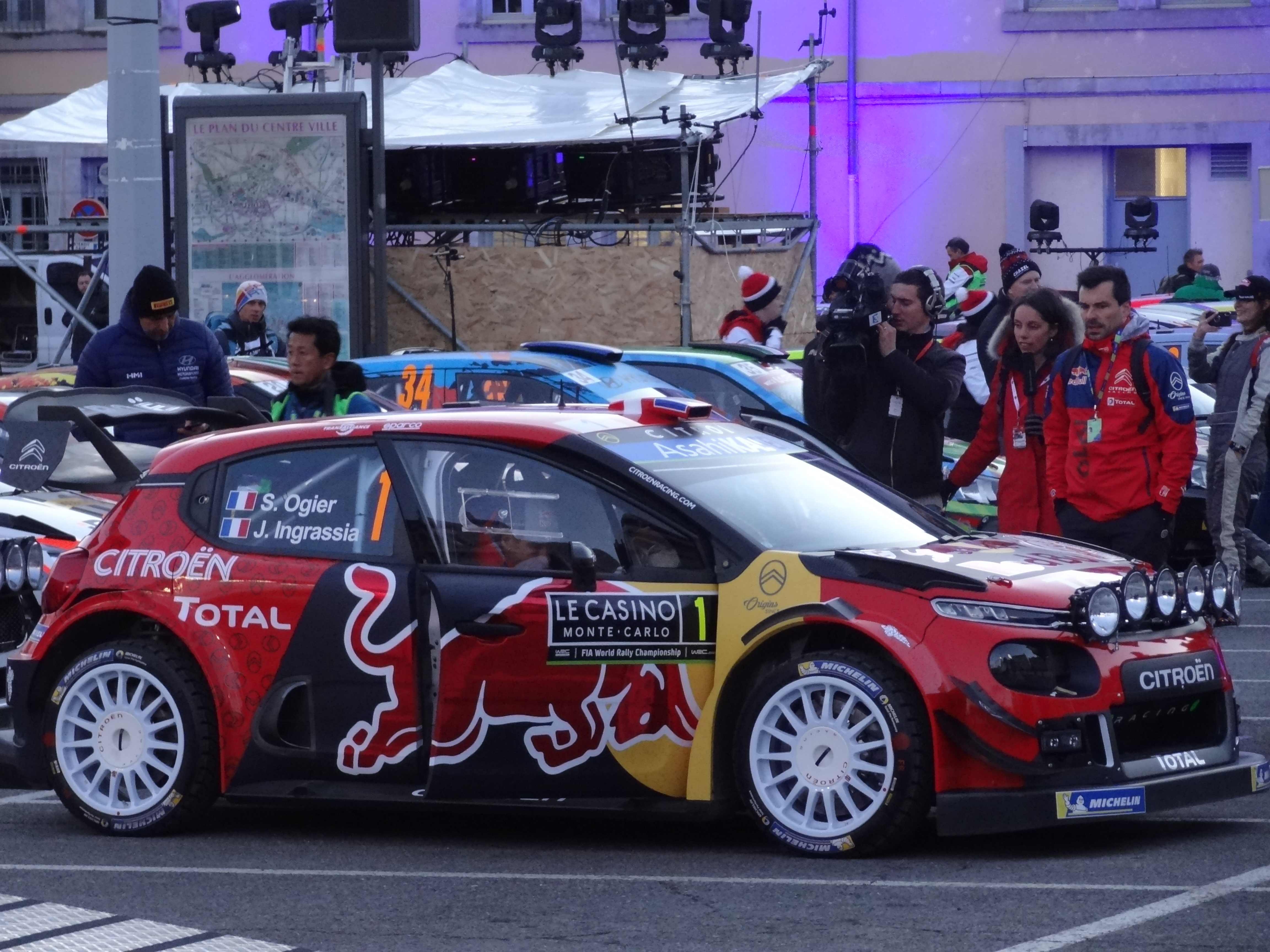
La Citroën C3 WRC di Sébastien Ogier al Rally di Monte Carlo

- Citroën Total WRT: il marchio francese e la società emiratina Abu Dhabi non rinnovarono l'accordo di sponsorizzazione per il 2019[16], tuttavia i vertici Citroën riuscirono a mettere sotto contratto il sei volte campione del mondo Sébastien Ogier[17][18], con cui era stato interrotto il sodalizio al termine del 2011, il quale portò con sé lo sponsor Red Bull sistemato sulle fiancate della Citroën C3 WRC. Ad affiancare il campione francese è stato ingaggiato il pilota finlandese Esapekka Lappi[19], strappato alla Toyota.

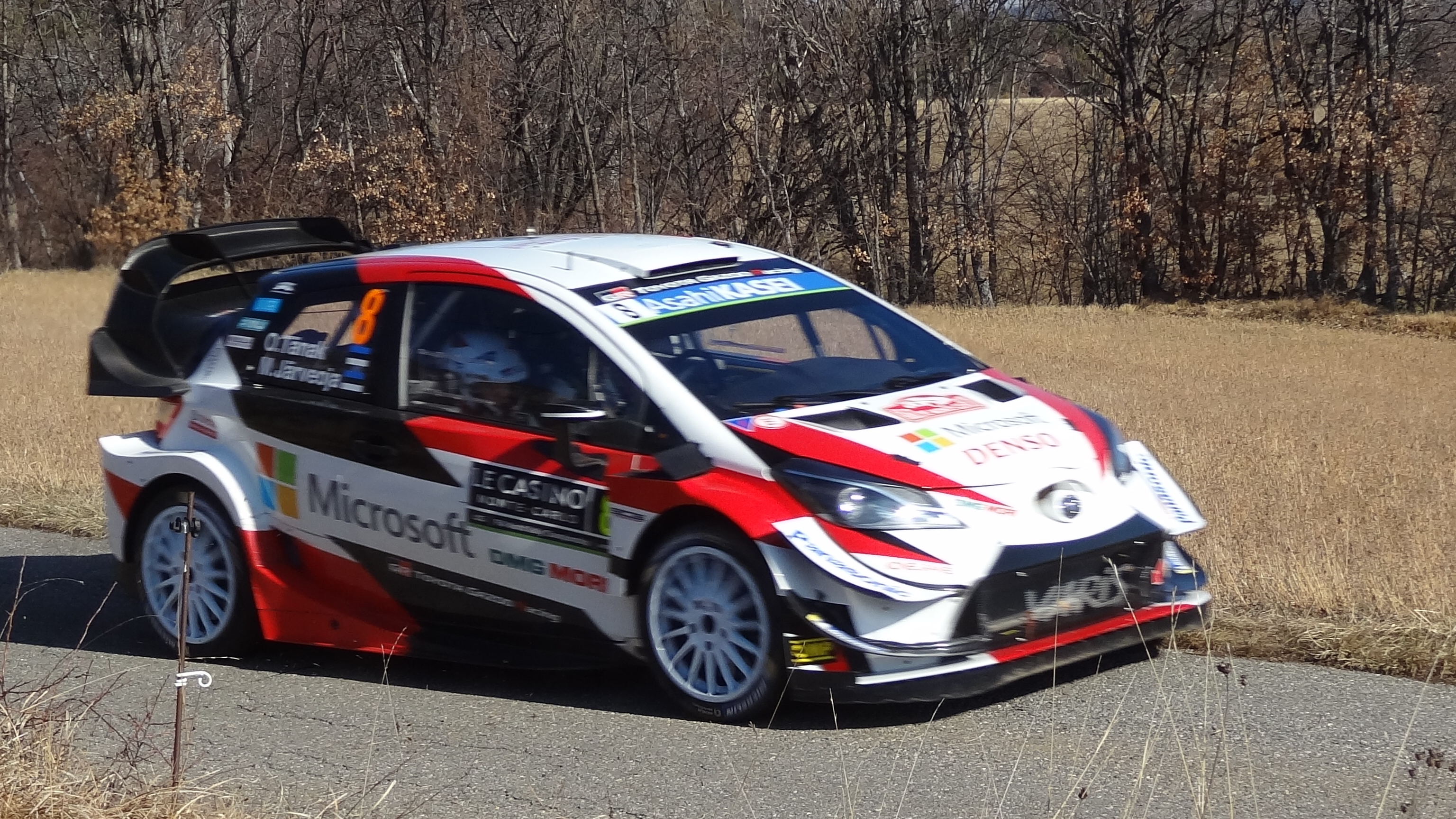
La Toyota Yaris WRC di Ott Tänak durante il Rally di Monte Carlo

- Toyota Gazoo Racing WRT: detentrice del titolo costruttori, che mancava alla la casa giapponese dal 1999, Toyota continua ad affidare la gestione della propria squadra alla scuderia Toyota Gazoo Racing WRT diretta dall'ex-campione Tommi Mäkinen. Confermati Ott Tänak e Jari-Matti Latvala anche per la stagione 2019 e ceduto Lappi alla Citroën, per guidare la terza Yaris WRC è stato ingaggiato il nordirlandese Kris Meeke[20], al ritorno alle gare dopo la defezione da parte di Citroën dopo il Rally del Portogallo 2018; per la nuova stagione Meeke verrà affiancato da Sebastian Marshall[21], già copilota di Hayden Paddon negli anni precedenti.

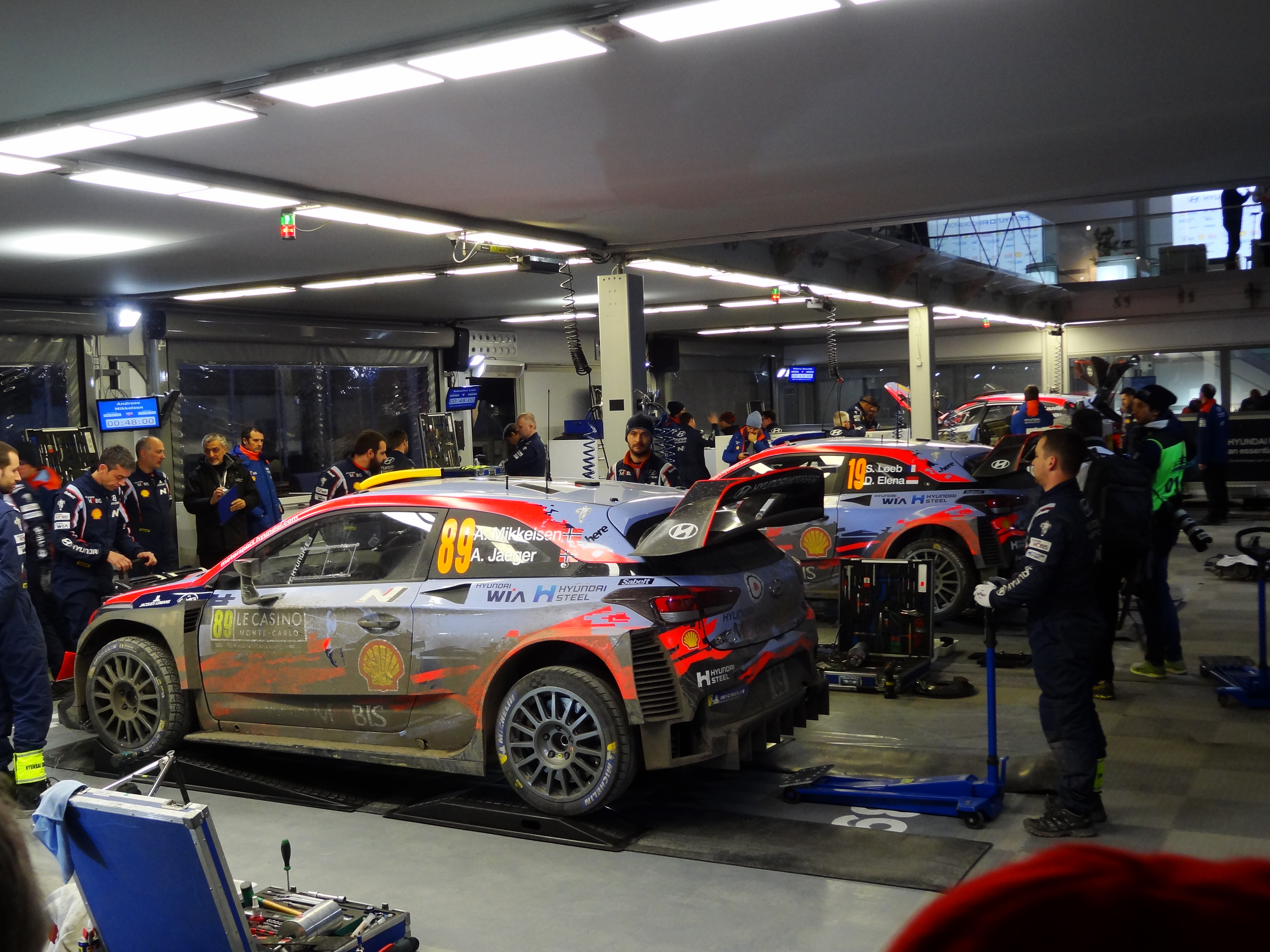
Le Hyundai i20 Coupe WRC al parco assistenza del Rally di Monte Carlo

- Hyundai Shell Mobis WRT: la Hyundai confermò come prime guide per il 2019 il norvegese Andreas Mikkelsen e il belga Thierry Neuville, i quali disputeranno tutti e 14 gli appuntamenti in programma. Al volante della terza i20 Coupe WRC si alterneranno il pluricampione Sébastien Loeb[22], per la prima volta nella sua carriera al volante di una vettura non appartenente al Gruppo PSA; il francese, che disputerà l'evento inaugurale del WRC pochi giorni dopo aver terminato la Dakar 2019 in Perù, ha stipulato un contratto biennale con la factory sudcoreana e per lui sono previste inizialmente sei gare del mondiale[23]. Le restanti otto verranno disputate dallo spagnolo Dani Sordo, il quale ha esteso di un anno il proprio accordo con Hyundai e debutterà al rally del Messico, terzo appuntamento in programma[24]. Il neozelandese Hayden Paddon, appresa la notizia dell'ingaggio di Loeb e della conferma di Sordo, decise volontariamente di uscire dalla scuderia dopo cinque stagioni di militanza, non vedendo all'orizzonte la possibilità di essere schierato nella squadra per il mondiale 2019[25]. Al termine dell'appuntamento svedese la Hyundai annunciò la sostituzione di Andreas Mikkelsen con Dani Sordo in occasione del Tour de Corse, quarta gara stagionale e prima su asfalto[26]; lo stesso Mikkelsen venne inoltre sostituito da Loeb nel Rally del Portogallo[27], mentre a fine giugno la Hyundai annunciò la partecipazione di Craig Breen al Rally di Finlandia insieme a Neuville e Mikkelsen, con l'irlandese, che sarà navigato da Paul Nagle (ex copilota di Kris Meeke), al ritorno nel mondiale dopo il licenziamento da parte di Citroën al termine del 2018[28].

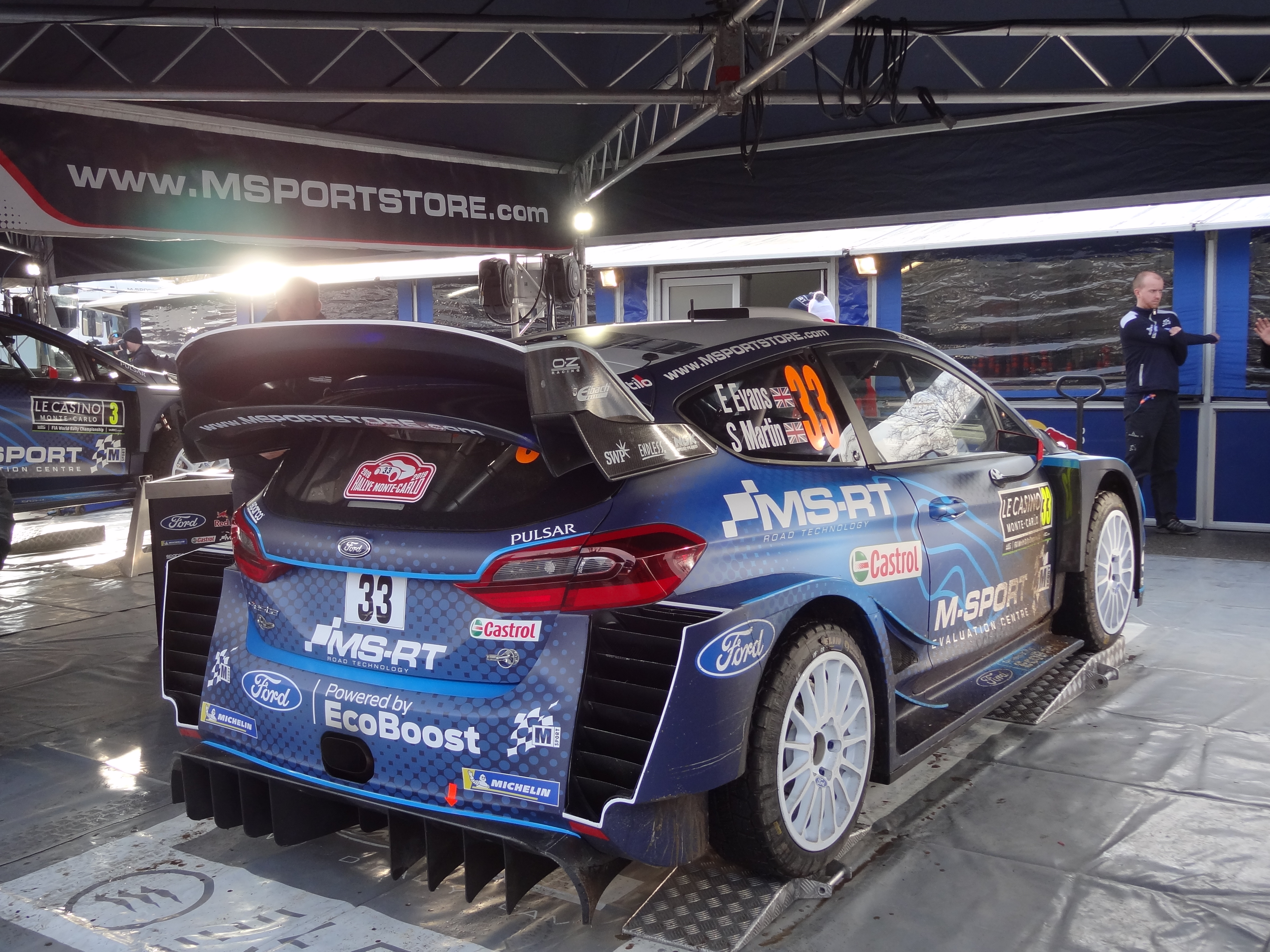
La Ford Fiesta WRC di Elfyn Evans al parco assistenza del Rally di Monte Carlo

- M-Sport Ford WRT: dopo 22 anni di impegno nel mondiale, la scuderia inglese era sul punto di abbandonare per mancanza di risorse ma Malcolm Wilson, storico titolare della squadra, riuscì a fine dicembre a confermare l'iscrizione al campionato 2019 e a conservare la collaborazione, seppur parziale, con il gigante americano Ford. Perso Ogier (accasatosi alla Citroën), con cui nelle ultime due stagioni ha vinto due titoli mondiali piloti e uno costruttori, l'azienda con sede in Cumbria confermò al volante delle sue Ford Fiesta WRC per tutti e 14 gli appuntamenti in programma il finlandese Teemu Suninen e il gallese Elfyn Evans, quest'ultimo in bilico sino all'ultimo dopo una non esaltante stagione 2018 e affiancato per il 2019 da Scott Martin, già copilota di Craig Breen (appiedato da Citroën) sino all'anno precedente[29]. Alla guida della terza vettura per i primi due appuntamenti (il rally di Monte Carlo e quello di Svezia), ci sarà lo svedese Pontus Tidemand[30], al debutto su una vettura della classe regina e proveniente da ottime stagioni disputate nel campionato WRC-2 (al suo attivo il titolo conquistato nel 2017) mentre in vista dell'appuntamento portoghese è previsto il debutto del britannico Gus Greensmith nella massima categoria come terzo pilota M-Sport[31], anch'egli reduce da una buona stagione nel campionato cadetto.

### Iscritti WRC
| Squadre iscritte al campionato costruttori         | Squadre iscritte al campionato costruttori | Squadre iscritte al campionato costruttori | Squadre iscritte al campionato costruttori | Squadre iscritte al campionato costruttori | Squadre iscritte al campionato costruttori | Squadre iscritte al campionato costruttori | Squadre iscritte al campionato costruttori |
| Costruttori                                        | Auto                                       | Squadre                                    | Pneumatici                                 | N°                                         | Piloti                                     | Copiloti                                   | Gare                                       |
| -------------------------------------------------- | ------------------------------------------ | ------------------------------------------ | ------------------------------------------ | ------------------------------------------ | ------------------------------------------ | ------------------------------------------ | ------------------------------------------ |
| Citroën                                            | Citroën C3 WRC                             | Citroën Total WRT                          | M                                          | 1                                          | Sébastien Ogier                            | Julien Ingrassia                           | Tutte                                      |
| Citroën                                            | Citroën C3 WRC                             | Citroën Total WRT                          | M                                          | 4                                          | Esapekka Lappi                             | Janne Ferm                                 | Tutte                                      |
| Ford                                               | Ford Fiesta WRC                            | M-Sport Ford WRT                           | M                                          | 3                                          | Teemu Suninen                              | Marko Salminen                             | 1–7                                        |
| Ford                                               | Ford Fiesta WRC                            | M-Sport Ford WRT                           | M                                          | 3                                          | Teemu Suninen                              | Jarmo Lehtinen                             | 8–13                                       |
| Ford                                               | Ford Fiesta WRC                            | M-Sport Ford WRT                           | M                                          | 7                                          | Pontus Tidemand                            | Ola Fløene                                 | 1–2, 11–12                                 |
| Ford                                               | Ford Fiesta WRC                            | M-Sport Ford WRT                           | M                                          | 33                                         | Elfyn Evans                                | Scott Martin                               | 1–8, 12–13                                 |
| Ford                                               | Ford Fiesta WRC                            | M-Sport Ford WRT                           | M                                          | 33                                         | Gus Greensmith                             | Elliott Edmondson                          | 9                                          |
| Ford                                               | Ford Fiesta WRC                            | M-Sport Ford WRT                           | M                                          | 44                                         | Gus Greensmith                             | Elliott Edmondson                          | 7, 10                                      |
| Toyota                                             | Toyota Yaris WRC                           | Toyota Gazoo Racing WRT                    | M                                          | 5                                          | Kris Meeke                                 | Sebastian Marshall                         | Tutte                                      |
| Toyota                                             | Toyota Yaris WRC                           | Toyota Gazoo Racing WRT                    | M                                          | 8                                          | Ott Tänak                                  | Martin Järveoja                            | Tutte                                      |
| Toyota                                             | Toyota Yaris WRC                           | Toyota Gazoo Racing WRT                    | M                                          | 10                                         | Jari-Matti Latvala                         | Miikka Anttila                             | Tutte                                      |
| Hyundai                                            | Hyundai i20 Coupe WRC                      | Hyundai Shell Mobis WRT                    | M                                          | 6                                          | Dani Sordo                                 | Carlos del Barrio                          | 3–5, 7–8, 10–11, 13                        |
| Hyundai                                            | Hyundai i20 Coupe WRC                      | Hyundai Shell Mobis WRT                    | M                                          | 11                                         | Thierry Neuville                           | Nicolas Gilsoul                            | Tutte                                      |
| Hyundai                                            | Hyundai i20 Coupe WRC                      | Hyundai Shell Mobis WRT                    | M                                          | 19                                         | Sébastien Loeb                             | Daniel Elena                               | 1–2, 4, 6–7, 13                            |
| Hyundai                                            | Hyundai i20 Coupe WRC                      | Hyundai Shell Mobis WRT                    | M                                          | 42                                         | Craig Breen                                | Paul Nagle                                 | 9, 12                                      |
| Hyundai                                            | Hyundai i20 Coupe WRC                      | Hyundai Shell Mobis WRT                    | M                                          | 89                                         | Andreas Mikkelsen                          | Anders Jæger                               | 1–3, 5–6, 8–12                             |
| Ulteriori iscritti non registrati come costruttori |                                            |                                            |                                            |                                            |                                            |                                            |                                            |
| Costruttori                                        | Auto                                       | Squadre                                    | Pneumatici                                 | N°                                         | Piloti                                     | Copiloti                                   | Gare                                       |
| Citroën                                            | Citroën DS3 WRC                            | -                                          | M                                          | 20                                         | Mauro Miele                                | Luca Beltrame                              | 1                                          |
| Citroën                                            | Citroën DS3 WRC                            | -                                          | M                                          | 40                                         | Jean‐Charles Beaubelique                   | Julien Pesanti                             | 4                                          |
| Citroën                                            | Citroën DS3 WRC                            | -                                          | M                                          | 43                                         | Robert Simonetti                           | Célia Simonetti                            | 4                                          |
| Ford                                               | Ford Fiesta WRC                            | JanPro                                     | M                                          | 18                                         | Jouni Virtanen                             | Risto Pietiläinen                          | 9                                          |
| Ford                                               | Ford Fiesta WRC                            | M-Sport Ford WRT                           | M                                          | 37                                         | Lorenzo Bertelli                           | Simone Scattolin                           | 2, 6                                       |
| Ford                                               | Ford Fiesta WRC                            | -                                          | M                                          | 92                                         | Janne Tuohino                              | Mikko Markkula                             | 2                                          |
| Ford                                               | Ford Fiesta RS WRC                         | MP-Sports                                  | M                                          | 26                                         | Martin Prokop                              | Jan Tománek                                | 8                                          |
| Ford                                               | Ford Fiesta RS WRC                         | -                                          | M                                          | 41                                         | Armando Pereira                            | Rémi Tutélaire                             | 4                                          |
| Ford                                               | Ford Fiesta RS WRC                         | -                                          | M                                          | 42                                         | Alain Vauthier                             | Gilbert Dini                               | 4                                          |
| Toyota                                             | Toyota Yaris WRC                           | GRX Team                                   | M                                          | 68                                         | Marcus Grönholm                            | Timo Rautiainen                            | 2                                          |
| Toyota                                             | Toyota Yaris WRC                           | Tommi Mäkinen Racing                       | M                                          | 17                                         | Takamoto Katsuta                           | Daniel Barritt                             | 10, 13                                     |
| Toyota                                             | Toyota Yaris WRC                           | Tommi Mäkinen Racing                       | M                                          | 69                                         | Juho Hänninen                              | Tomi Tuominen                              | 8                                          |
| note:                                              |                                            |                                            |                                            |                                            |                                            |                                            |                                            |

### Iscritti WRC-2 Pro

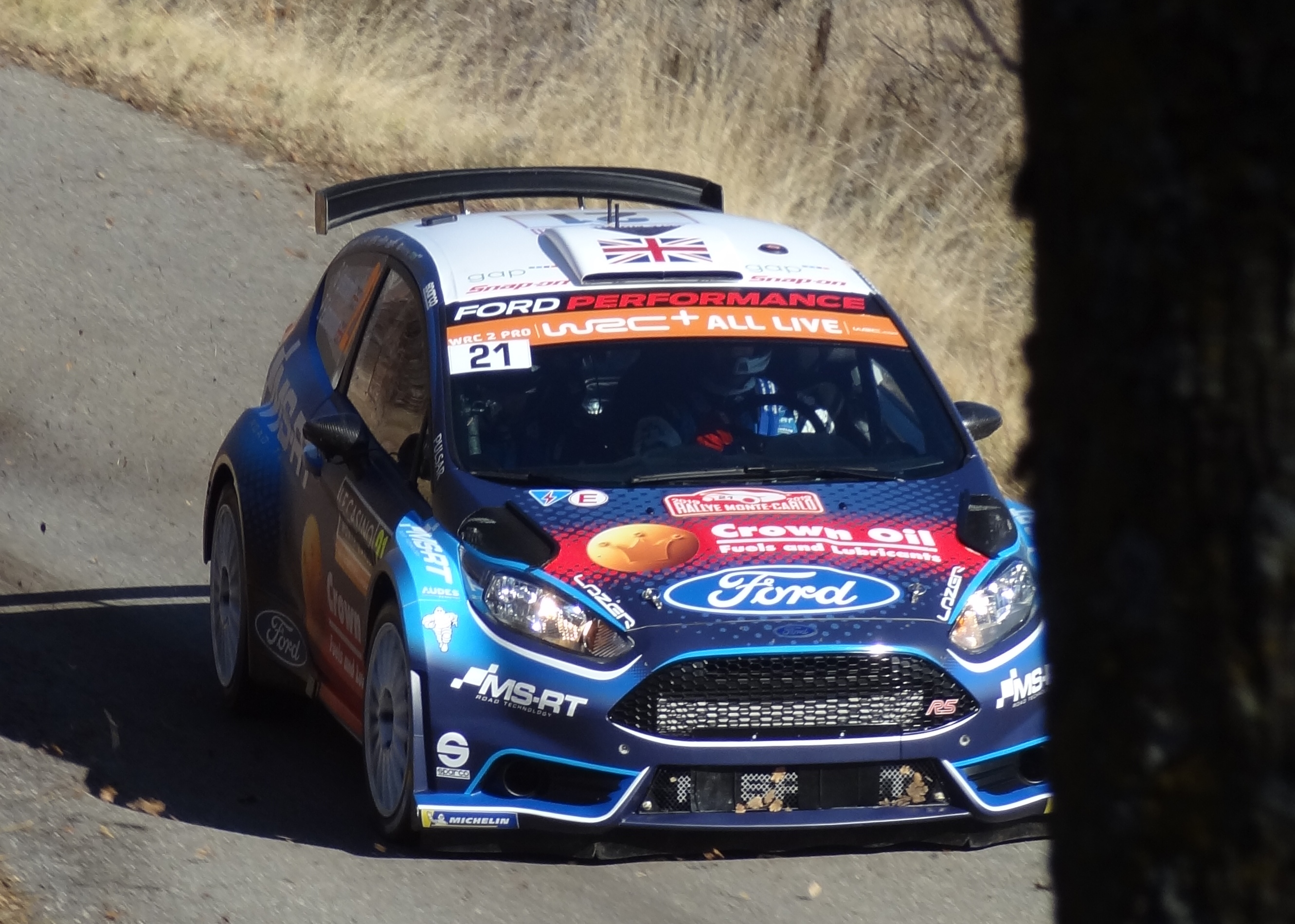
La Ford Fiesta R5 ufficiale M-Sport di Gus Greensmith al Rally di Monte Carlo

| Iscritti team costruttori | Iscritti team costruttori | Iscritti team costruttori | Iscritti team costruttori | Iscritti team costruttori | Iscritti team costruttori | Iscritti team costruttori |
| Costruttori               | Auto                      | Squadre                   | Pneumatici                | Piloti                    | Copiloti                  | Gare                      |
| ------------------------- | ------------------------- | ------------------------- | ------------------------- | ------------------------- | ------------------------- | ------------------------- |
| Citroën                   | Citroën C3 R5             | Citroën Total             | M                         | Mads Østberg              | Torstein Eriksen          | 2, 5–8, 10, 12–13         |
| Ford                      | Ford Fiesta R5            | M-Sport Ford WRT          | M                         | Gus Greensmith            | Elliott Edmondson         | 1–2, 5–6, 8               |
| Ford                      | Ford Fiesta R5            | M-Sport Ford WRT          | M                         | Łukasz Pieniążek          | Kamil Heller              | 2–3                       |
| Ford                      | Ford Fiesta R5            | M-Sport Ford WRT          | M                         | Łukasz Pieniążek          | Jakub Gerber              | 7                         |
| Ford                      | Ford Fiesta R5 Mk2        | M-Sport Ford WRT          | M                         | Gus Greensmith            | Elliott Edmondson         | 9, 11–13                  |
| Ford                      | Ford Fiesta R5 Mk2        | M-Sport Ford WRT          | M                         | Eric Camilli              | Benjamin Veillas          | 9–10                      |
| Ford                      | Ford Fiesta R5 Mk2        | M-Sport Ford WRT          | M                         | Hayden Paddon             | John Kennard              | 12                        |
| Škoda                     | Škoda Fabia R5            | Škoda Motorsport          | M                         | Kalle Rovanperä           | Jonne Halttunen           | 1–2, 4, 6                 |
| Škoda                     | Škoda Fabia R5            | Škoda Motorsport          | P                         | Eerik Pietarinen          | Juhana Raitanen           | 2                         |
| Škoda                     | Škoda Fabia R5            | Škoda Motorsport          | M                         | Marco Bulacia Wilkinson   | Fabian Cretu              | 5–6                       |
| Škoda                     | Škoda Fabia R5 Evo        | Škoda Motorsport          | M                         | Kalle Rovanperä           | Jonne Halttunen           | 7–13                      |
| Škoda                     | Škoda Fabia R5 Evo        | Škoda Motorsport          | M                         | Jan Kopecký               | Pavel Dresler             | 7–8, 10–11                |
| Škoda                     | Škoda Fabia R5 Evo        | Škoda Motorsport          | M                         | Jan Kopecký               | Jan Hloušek               | 12–13                     |
| Škoda                     | Škoda Fabia R5 Evo        | Škoda Motorsport          | P                         | Eerik Pietarinen          | Juhana Raitanen           | 9                         |
| note:                     |                           |                           |                           |                           |                           |                           |

## Risultati e statistiche
| Gara | Nome rally                                                            | Podio | Podio | Podio                             | Podio                                           | Podio     | Statistiche | Statistiche           | Statistiche | Statistiche |
| Gara | Nome rally                                                            | Pos.  | N°    | Pilota                            | Squadra                                         | Tempo     | Speciali    | Lunghezza             | Partiti     | Arrivati    |
| ---- | --------------------------------------------------------------------- | ----- | ----- | --------------------------------- | ----------------------------------------------- | --------- | ----------- | --------------------- | ----------- | ----------- |
| 1    | 87ème Rallye Automobile Monte-Carlo (24-27 gennaio) — Resoconto       | 1     | 1     | Sébastien Ogier Julien Ingrassia  | Citroën Total WRT (Citroën C3 WRC)              | 3h21'15"9 | (16) 15     | (323,83 km) 303,79 km | 84          | 70          |
| 1    | 87ème Rallye Automobile Monte-Carlo (24-27 gennaio) — Resoconto       | 2     | 11    | Thierry Neuville Nicolas Gilsoul  | Hyundai Shell Mobis WRT (Hyundai i20 Coupe WRC) | +2"2      | (16) 15     | (323,83 km) 303,79 km | 84          | 70          |
| 1    | 87ème Rallye Automobile Monte-Carlo (24-27 gennaio) — Resoconto       | 3     | 8     | Ott Tänak Martin Järveoja         | Toyota Gazoo Racing WRT (Toyota Yaris WRC)      | +2'15"2   | (16) 15     | (323,83 km) 303,79 km | 84          | 70          |
|      |                                                                       |       |       |                                   |                                                 |           |             |                       |             |             |
| 2    | 67th Rally Sweden (14-17 febbraio) — Resoconto                        | 1     | 8     | Ott Tänak Martin Järveoja         | Toyota Gazoo Racing WRT (Toyota Yaris WRC)      | 2h47'30"0 | 19          | 316,80 km             | 61          | 55          |
| 2    | 67th Rally Sweden (14-17 febbraio) — Resoconto                        | 2     | 4     | Esapekka Lappi Janne Ferm         | Citroën Total WRT (Citroën C3 WRC)              | +53"7     | 19          | 316,80 km             | 61          | 55          |
| 2    | 67th Rally Sweden (14-17 febbraio) — Resoconto                        | 3     | 11    | Thierry Neuville Nicolas Gilsoul  | Hyundai Shell Mobis WRT (Hyundai i20 Coupe WRC) | +56"7     | 19          | 316,80 km             | 61          | 55          |
|      |                                                                       |       |       |                                   |                                                 |           |             |                       |             |             |
| 3    | 16º Rally Guanajuato México (7-10 marzo) — Resoconto                  | 1     | 1     | Sébastien Ogier Julien Ingrassia  | Citroën Total WRT (Citroën C3 WRC)              | 3h37'08"8 | 21          | (313,87 km) 310,50 km | 23          | 15          |
| 3    | 16º Rally Guanajuato México (7-10 marzo) — Resoconto                  | 2     | 8     | Ott Tänak Martin Järveoja         | Toyota Gazoo Racing WRT (Toyota Yaris WRC)      | +30"2     | 21          | (313,87 km) 310,50 km | 23          | 15          |
| 3    | 16º Rally Guanajuato México (7-10 marzo) — Resoconto                  | 3     | 33    | Elfyn Evans Scott Martin          | M-Sport Ford WRT (Ford Fiesta WRC)              | +49"9     | 21          | (313,87 km) 310,50 km | 23          | 15          |
|      |                                                                       |       |       |                                   |                                                 |           |             |                       |             |             |
| 4    | 62ème CORSICA Linea Tour de Corse (28-31 marzo) — Resoconto           | 1     | 11    | Thierry Neuville Nicolas Gilsoul  | Hyundai Shell Mobis WRT (Hyundai i20 Coupe WRC) | 3h22'59"0 | 14          | 347,51 km             | 95          | 68          |
| 4    | 62ème CORSICA Linea Tour de Corse (28-31 marzo) — Resoconto           | 2     | 1     | Sébastien Ogier Julien Ingrassia  | Citroën Total WRT (Citroën C3 WRC)              | +40"3     | 14          | 347,51 km             | 95          | 68          |
| 4    | 62ème CORSICA Linea Tour de Corse (28-31 marzo) — Resoconto           | 3     | 33    | Elfyn Evans Scott Martin          | M-Sport Ford WRT (Ford Fiesta WRC)              | +1'06"6   | 14          | 347,51 km             | 95          | 68          |
|      |                                                                       |       |       |                                   |                                                 |           |             |                       |             |             |
| 5    | 39º XION Rally Argentina (25-28 aprile) — Resoconto                   | 1     | 11    | Thierry Neuville Nicolas Gilsoul  | Hyundai Shell Mobis WRT (Hyundai i20 Coupe WRC) | 3h20'54"6 | (18) 17     | (347,50 km) 317,65 km | 25          | 21          |
| 5    | 39º XION Rally Argentina (25-28 aprile) — Resoconto                   | 2     | 89    | Andreas Mikkelsen Anders Jæger    | Hyundai Shell Mobis WRT (Hyundai i20 Coupe WRC) | +48"4     | (18) 17     | (347,50 km) 317,65 km | 25          | 21          |
| 5    | 39º XION Rally Argentina (25-28 aprile) — Resoconto                   | 3     | 1     | Sébastien Ogier Julien Ingrassia  | Citroën Total WRT (Citroën C3 WRC)              | +1'04"8   | (18) 17     | (347,50 km) 317,65 km | 25          | 21          |
|      |                                                                       |       |       |                                   |                                                 |           |             |                       |             |             |
| 6    | 1º COPEC Rally Chile (9-12 maggio) — Resoconto                        | 1     | 8     | Ott Tänak Martin Järveoja         | Toyota Gazoo Racing WRT (Toyota Yaris WRC)      | 3h15'53"8 | 16          | 304,81 km             | 55          | 35          |
| 6    | 1º COPEC Rally Chile (9-12 maggio) — Resoconto                        | 2     | 1     | Sébastien Ogier Julien Ingrassia  | Citroën Total WRT (Citroën C3 WRC)              | +23"1     | 16          | 304,81 km             | 55          | 35          |
| 6    | 1º COPEC Rally Chile (9-12 maggio) — Resoconto                        | 3     | 19    | Sébastien Loeb Daniel Elena       | Hyundai Shell Mobis WRT (Hyundai i20 Coupe WRC) | +30"2     | 16          | 304,81 km             | 55          | 35          |
|      |                                                                       |       |       |                                   |                                                 |           |             |                       |             |             |
| 7    | 53º Vodafone Rally de Portugal (31 maggio-2 giugno) — Resoconto       | 1     | 8     | Ott Tänak Martin Järveoja         | Toyota Gazoo Racing WRT (Toyota Yaris WRC)      | 3h20'22"8 | 18          | 306,97 km             | 60          | 33          |
| 7    | 53º Vodafone Rally de Portugal (31 maggio-2 giugno) — Resoconto       | 2     | 11    | Thierry Neuville Nicolas Gilsoul  | Hyundai Shell Mobis WRT (Hyundai i20 Coupe WRC) | +15"9     | 18          | 306,97 km             | 60          | 33          |
| 7    | 53º Vodafone Rally de Portugal (31 maggio-2 giugno) — Resoconto       | 3     | 1     | Sébastien Ogier Julien Ingrassia  | Citroën Total WRT (Citroën C3 WRC)              | +57"1     | 18          | 306,97 km             | 60          | 33          |
|      |                                                                       |       |       |                                   |                                                 |           |             |                       |             |             |
| 8    | 16º Rally Italia Sardegna (13-16 giugno) — Resoconto                  | 1     | 6     | Dani Sordo Carlos del Barrio      | Hyundai Shell Mobis WRT (Hyundai i20 Coupe WRC) | 3h32'27"2 | 19          | 310,52 km             | 88          | 49          |
| 8    | 16º Rally Italia Sardegna (13-16 giugno) — Resoconto                  | 2     | 3     | Teemu Suninen Jarmo Lehtinen      | M-Sport Ford WRT (Ford Fiesta WRC)              | +13"7     | 19          | 310,52 km             | 88          | 49          |
| 8    | 16º Rally Italia Sardegna (13-16 giugno) — Resoconto                  | 3     | 89    | Andreas Mikkelsen Anders Jæger    | Hyundai Shell Mobis WRT (Hyundai i20 Coupe WRC) | +32"6     | 19          | 310,52 km             | 88          | 49          |
|      |                                                                       |       |       |                                   |                                                 |           |             |                       |             |             |
| 9    | 69th Neste Rally Finland (1-4 agosto) — Resoconto                     | 1     | 8     | Ott Tänak Martin Järveoja         | Toyota Gazoo Racing WRT (Toyota Yaris WRC)      | 2h30'40"3 | 23          | 307,58 km             | 61          | 49          |
| 9    | 69th Neste Rally Finland (1-4 agosto) — Resoconto                     | 2     | 4     | Esapekka Lappi Janne Ferm         | Citroën Total WRT (Citroën C3 WRC)              | +25"6     | 23          | 307,58 km             | 61          | 49          |
| 9    | 69th Neste Rally Finland (1-4 agosto) — Resoconto                     | 3     | 10    | Jari-Matti Latvala Miikka Anttila | Toyota Gazoo Racing WRT (Toyota Yaris WRC)      | +33"2     | 23          | 307,58 km             | 61          | 49          |
|      |                                                                       |       |       |                                   |                                                 |           |             |                       |             |             |
| 10   | 37. ADAC Rallye Deutschland (22-25 agosto) — Resoconto                | 1     | 8     | Ott Tänak Martin Järveoja         | Toyota Gazoo Racing WRT (Toyota Yaris WRC)      | 3h15'29"8 | 19          | 344,04 km             | 56          | 41          |
| 10   | 37. ADAC Rallye Deutschland (22-25 agosto) — Resoconto                | 2     | 5     | Kris Meeke Sebastian Marshall     | Toyota Gazoo Racing WRT (Toyota Yaris WRC)      | +20"8     | 19          | 344,04 km             | 56          | 41          |
| 10   | 37. ADAC Rallye Deutschland (22-25 agosto) — Resoconto                | 3     | 10    | Jari-Matti Latvala Miikka Anttila | Toyota Gazoo Racing WRT (Toyota Yaris WRC)      | +36"0     | 19          | 344,04 km             | 56          | 41          |
|      |                                                                       |       |       |                                   |                                                 |           |             |                       |             |             |
| 11   | 12th Rally Turkey Marmaris (12-15 settembre) — Resoconto              | 1     | 1     | Sébastien Ogier Julien Ingrassia  | Citroën Total WRT (Citroën C3 WRC)              | 3h50'12"1 | 17          | 309,56 km             | 28          | 24          |
| 11   | 12th Rally Turkey Marmaris (12-15 settembre) — Resoconto              | 2     | 4     | Esapekka Lappi Janne Ferm         | Citroën Total WRT (Citroën C3 WRC)              | +34"7     | 17          | 309,56 km             | 28          | 24          |
| 11   | 12th Rally Turkey Marmaris (12-15 settembre) — Resoconto              | 3     | 89    | Andreas Mikkelsen Anders Jæger    | Hyundai Shell Mobis WRT (Hyundai i20 Coupe WRC) | +1'04"5   | 17          | 309,56 km             | 28          | 24          |
|      |                                                                       |       |       |                                   |                                                 |           |             |                       |             |             |
| 12   | 75th Wales Rally GB (3-6 ottobre) — Resoconto                         | 1     | 8     | Ott Tänak Martin Järveoja         | Toyota Gazoo Racing WRT (Toyota Yaris WRC)      | 3h00'58"0 | (22) 21     | (309,76 km) 305,02 km | 53          | 47          |
| 12   | 75th Wales Rally GB (3-6 ottobre) — Resoconto                         | 2     | 11    | Thierry Neuville Nicolas Gilsoul  | Hyundai Shell Mobis WRT (Hyundai i20 Coupe WRC) | +10"9     | (22) 21     | (309,76 km) 305,02 km | 53          | 47          |
| 12   | 75th Wales Rally GB (3-6 ottobre) — Resoconto                         | 3     | 1     | Sébastien Ogier Julien Ingrassia  | Citroën Total WRT (Citroën C3 WRC)              | +23"8     | (22) 21     | (309,76 km) 305,02 km | 53          | 47          |
|      |                                                                       |       |       |                                   |                                                 |           |             |                       |             |             |
| 13   | 55º RallyRACC Catalunya - Rally de España (25-27 ottobre) — Resoconto | 1     | 11    | Thierry Neuville Nicolas Gilsoul  | Hyundai Shell Mobis WRT (Hyundai i20 Coupe WRC) | 3h07'39"6 | 17          | 325,56 km             | 61          | 42          |
| 13   | 55º RallyRACC Catalunya - Rally de España (25-27 ottobre) — Resoconto | 2     | 8     | Ott Tänak Martin Järveoja         | Toyota Gazoo Racing WRT (Toyota Yaris WRC)      | +17"2     | 17          | 325,56 km             | 61          | 42          |
| 13   | 55º RallyRACC Catalunya - Rally de España (25-27 ottobre) — Resoconto | 3     | 6     | Dani Sordo Carlos del Barrio      | Hyundai Shell Mobis WRT (Hyundai i20 Coupe WRC) | +17"6     | 17          | 325,56 km             | 61          | 42          |

## Classifiche

### Punteggio
Il punteggio è rimasto inalterato rispetto alla precedente edizione.
| Posizione finale | 1ª | 2ª | 3ª | 4ª | 5ª | 6ª | 7ª | 8ª | 9ª | 10ª |
| Punti            | 25 | 18 | 15 | 12 | 10 | 8  | 6  | 4  | 2  | 1   |

| Posizione nella power stage | 1ª | 2ª | 3ª | 4ª | 5ª |
| Punti                       | 5  | 4  | 3  | 2  | 1  |

### Classifica piloti
| Pos. | Pilota                  | MON | SVE | MES | FRA | ARG | CIL | POR | ITA | FIN | GER | TUR | GBR | SPA | AUS | Punti |
| ---- | ----------------------- | --- | --- | --- | --- | --- | --- | --- | --- | --- | --- | --- | --- | --- | --- | ----- |
| 1    | Ott Tänak               | 34  | 1   | 2   | 62  | 85  | 1   | 13  | 5   | 1   | 1   | 161 | 1   | 21  | C   | 263   |
| 2    | Thierry Neuville        | 23  | 32  | 43  | 14  | 13  | Rit | 2   | 63  | 62  | 41  | 82  | 35  | 13  | C   | 227   |
| 3    | Sébastien Ogier         | 12  | 294 | 1   | 25  | 31  | 2   | 31  | 412 | 54  | 75  | 13  | 2   | 85  | C   | 217   |
| 4    | Andreas Mikkelsen       | Rit | 4   | Rit |     | 2   | 7   |     | 31  | 43  | 6   | 3   | 6   |     | C   | 102   |
| 5    | Elfyn Evans             | Rit | 53  | 3   | 3   | Rit | 4   | 5   | 45  |     |     |     | 54  | 62  | C   | 102   |
| 6    | Kris Meeke              | 61  | 6   | 52  | 91  | 4   | 105 | Rit | 8   | Rit | 24  | 7   | 4   | 29  | C   | 98    |
| 7    | Jari-Matti Latvala      | 5   | 21  | 8   | 10  | 52  | 113 | 7   | 184 | 35  | 3   | 64  | Rit | 5   | C   | 94    |
| 8    | Dani Sordo              |     |     | 94  | 4   | 64  |     | 235 | 1   |     | 5   | 5   |     | 34  | C   | 89    |
| 9    | Teemu Suninen           | 115 | 23  | Rit | 53  | 7   | 5   | 4   | 2   | 8   | 292 | 45  | Rit | 7   | C   | 89    |
| 10   | Esapekka Lappi          | Rit | 25  | 135 | 7   | Rit | 6   | Rit | 7   | 2   | 8   | 2   | 273 | Rit | C   | 83    |
| 11   | Sébastien Loeb          | 4   | 7   |     | 8   |     | 34  | Rit |     |     |     |     |     | 4   | C   | 51    |
| 12   | Kalle Rovanperä         | 18  | 18  |     | Rit |     | 8   | 6   | 9   | 9   | 16  | 18  | 9   | 12  | C   | 18    |
| 13   | Pontus Tidemand         | 20  | 8   |     |     |     |     |     |     |     |     | 9   | 7   |     | C   | 12    |
| 14   | Craig Breen             |     |     |     |     |     |     |     |     | 7   |     |     | 8   |     | C   | 10    |
| 15   | Gus Greensmith          | 7   | 19  |     |     | 14  | 12  | Rit | 42  | Rit | 9   | 10  | 34  | 15  | C   | 9     |
| 16   | Benito Guerra           |     |     | 6   |     | 12  | 16  | 14  |     |     |     |     | 20  | Rit | C   | 8     |
| 17   | Marco Bulacia Wilkinson |     |     | 7   |     | Rit | 15  |     | 14  |     |     | 13  | 16  | Rit | C   | 6     |
| 18   | Mads Østberg            |     | 11  |     |     | 9   | 9   | 24  | 18  |     | 17  |     | 45  | 9   | C   | 6     |
| 19   | Jan Kopecký             |     |     |     |     |     |     | 8   | 10  |     | 11  | 11  | 18  | 11  | C   | 5     |
| 20   | Yoann Bonato            | 8   |     |     | 49  |     |     |     |     |     |     |     |     |     | C   | 4     |
| 21   | Pierre-Louis Loubet     |     |     |     | 44  |     |     | 9   | 11  | 14  |     |     | 12  | 17  | C   | 2     |
| 22   | Ole Christian Veiby     | 12  | 9   |     | Rit |     |     | Rit | 20  |     |     |     | 35  | 16  | C   | 2     |
| 23   | Stéphane Sarrazin       | 9   |     |     |     |     |     |     |     |     | Rit |     |     |     | C   | 2     |
| 24   | Nikolaj Grjazin         |     | 15  |     | 12  |     |     | 13  | Rit | 10  | 20  |     | 13  | 23  | C   | 1     |
| 25   | Takamoto Katsuta        | 13  | Rit |     | 14  | 15  | 14  | 21  | Rit | Rit | 10  |     | 14  | 39  | C   | 1     |
| 26   | Eric Camilli            |     |     |     | Rit |     |     |     |     | 13  | 15  |     |     | 10  | C   | 1     |
| 27   | Emil Bergkvist          |     | 14  |     |     |     |     | 10  |     |     |     |     |     |     | C   | 1     |
| 28   | Adrien Fourmaux         | 10  | 45  |     | 30  |     |     |     | 36  | 23  | 23  |     | 15  | 32  | C   | 1     |
| 29   | Pedro Heller            |     |     | Rit |     | 10  | 28  |     |     |     |     |     |     |     | C   | 1     |
| 30   | Janne Tuohino           |     | 10  |     |     |     |     |     |     |     |     |     |     |     | C   | 1     |
| 30   | Ricardo Triviño         |     |     | 10  |     |     |     |     |     |     |     |     |     |     | C   | 1     |
| 30   | Petter Solberg          |     |     |     |     |     |     |     |     |     |     |     | 10  |     | C   | 1     |

| Colore  | Risultato                |
| ------- | ------------------------ |
| Oro     | Vincitore                |
| Argento | 2º posto                 |
| Bronzo  | 3º posto                 |
| Verde   | Finito a punti           |
| Blu     | Finito senza punti       |
| Blu     | Non classificato (NC)    |
| Viola   | Ritirato (Rit)           |
| Nero    | Squalificato (SQ)        |
| Nero    | Escluso (ES)             |
| Bianco  | Non ha gareggiato        |
| Bianco  | Iscrizione ritirata (WD) |
| Bianco  | Non partito (NP)         |
| Bianco  | Gara cancellata (C)      |

### Classifica copiloti
| Pos. | Copilota               | MON | SVE | MES | FRA | ARG | CIL | POR | ITA | FIN | GER | TUR | GBR | SPA | AUS | Punti |
| ---- | ---------------------- | --- | --- | --- | --- | --- | --- | --- | --- | --- | --- | --- | --- | --- | --- | ----- |
| 1    | Martin Järveoja        | 34  | 1   | 2   | 62  | 85  | 1   | 13  | 5   | 1   | 1   | 161 | 1   | 21  | C   | 263   |
| 2    | Nicolas Gilsoul        | 23  | 32  | 43  | 14  | 13  | Rit | 2   | 63  | 62  | 41  | 82  | 35  | 13  | C   | 227   |
| 3    | Julien Ingrassia       | 12  | 294 | 1   | 25  | 31  | 2   | 31  | 412 | 54  | 74  | 13  | 2   | 85  | C   | 217   |
| 4    | Anders Jæger           | Rit | 4   | Rit |     | 2   | 7   |     | 31  | 43  | 6   | 3   | 6   |     | C   | 102   |
| 5    | Scott Martin           | Rit | 53  | 3   | 3   | Rit | 4   | 5   | 45  |     |     |     | 54  | 62  | C   | 102   |
| 6    | Sebastian Marshall     | 61  | 6   | 52  | 91  | 4   | 105 | Rit | 8   | Rit | 24  | 7   | 4   | 29  | C   | 98    |
| 7    | Miikka Anttila         | 5   | 21  | 8   | 10  | 52  | 113 | 7   | 184 | 35  | 3   | 64  | Rit | 5   | C   | 94    |
| 8    | Carlos del Barrio      |     |     | 94  | 4   | 64  |     | 235 | 1   |     | 5   | 5   |     | 34  | C   | 89    |
| 9    | Janne Ferm             | Rit | 25  | 135 | 7   | Rit | 6   | Rit | 7   | 2   | 8   | 2   | 273 | Rit | C   | 83    |
| 10   | Daniel Elena           | 4   | 7   |     | 8   |     | 34  | Rit |     |     |     |     |     | 4   | C   | 51    |
| 11   | Jarmo Lehtinen         |     |     |     |     |     |     |     | 2   | 8   | 292 | 45  | Rit | 7   | C   | 45    |
| 12   | Marko Salminen         | 115 | 23  | Rit | 53  | 7   | 5   | 4   |     |     |     |     |     |     | C   | 44    |
| 13   | Jonne Halttunen        | 18  | 18  |     | Rit |     | 8   | 6   | 9   | 9   | 16  | 18  | 9   | 12  | C   | 18    |
| 14   | Ola Fløene             | 20  | 8   |     |     |     |     |     |     |     |     | 9   | 7   |     | C   | 12    |
| 15   | Paul Nagle             |     |     |     |     |     |     |     |     | 7   |     |     | 8   |     | C   | 10    |
| 16   | Elliott Edmondson      | 7   | 19  |     |     | 14  | 12  | Rit | 42  | Rit | 9   | 10  | 34  | 15  | C   | 9     |
| 17   | Jaime Zapata           |     |     | 6   |     | 12  | 16  | 14  |     |     |     |     | 20  |     | C   | 8     |
| 18   | Fabian Cretu           |     |     | 7   |     | Rit | 15  |     | 14  |     |     | 13  | 16  | Rit | C   | 6     |
| 19   | Torstein Eriksen       |     | 11  |     |     | 9   | 9   | 24  | 18  |     | 17  |     | 45  | 9   | C   | 6     |
| 20   | Pavel Dresler          |     |     |     |     |     |     | 8   | 10  |     | 11  | 11  |     |     | C   | 5     |
| 21   | Benjamin Boulloud      | 8   |     |     | 49  |     |     |     |     |     |     |     |     |     | C   | 4     |
| 22   | Vincent Landais        |     |     |     | 44  |     |     | 9   | 11  | 14  |     |     | 12  | 17  | C   | 2     |
| 23   | Jonas Andersson        | 12  | 9   |     | Rit |     |     | Rit | 20  |     |     |     | 35  | 16  | C   | 2     |
| 24   | Jacques-Julien Renucci | 9   |     |     |     |     |     |     |     |     | Rit |     |     |     | C   | 2     |
| 25   | Marc Martí             |     |     | 10  | Rit | 10  | 28  |     | Rit |     |     |     |     | 21  | C   | 2     |
| 26   | Jaroslav Fëdorov       |     | 15  |     | 12  |     |     | 13  | Rit | 10  | 20  |     | 13  | 23  | C   | 1     |
| 27   | Daniel Barritt         | 13  | Rit |     | 14  | 15  | 14  | 21  | Rit | Rit | 10  |     | 14  | 39  | C   | 1     |
| 28   | Benjamin Veillas       |     |     |     |     |     |     |     |     | 13  | 15  |     |     | 10  | C   | 1     |
| 29   | Patrik Barth           |     | 14  |     |     |     |     | 10  |     |     |     |     |     |     | C   | 1     |
| 30   | Renaud Jamoul          | 10  | 45  |     | 30  |     |     |     | 36  | 23  | 23  |     | 15  | 32  | C   | 1     |
| 31   | Mikko Markkula         |     | 10  |     |     |     |     |     |     |     |     |     |     |     | C   | 1     |
| 31   | Phil Mills             |     |     |     |     |     |     |     |     |     |     |     | 10  |     | C   | 1     |

| Colore  | Risultato                |
| ------- | ------------------------ |
| Oro     | Vincitore                |
| Argento | 2º posto                 |
| Bronzo  | 3º posto                 |
| Verde   | Finito a punti           |
| Blu     | Finito senza punti       |
| Blu     | Non classificato (NC)    |
| Viola   | Ritirato (Rit)           |
| Nero    | Squalificato (SQ)        |
| Nero    | Escluso (ES)             |
| Bianco  | Non ha gareggiato        |
| Bianco  | Iscrizione ritirata (WD) |
| Bianco  | Non partito (NP)         |
| Bianco  | Gara cancellata (C)      |

### Classifica costruttori WRC
Come nella precedente stagione, soltanto le migliori due vetture classificate per squadra marcheranno punti per la classifica costruttori.
| Pos. | Costruttori             | N° | Pilota     | MON | SVE | MES | FRA | ARG | CIL | POR | ITA | FIN | GER | TUR | GBR | SPA | AUS | Punti |
| ---- | ----------------------- | -- | ---------- | --- | --- | --- | --- | --- | --- | --- | --- | --- | --- | --- | --- | --- | --- | ----- |
| 1    | Hyundai Shell Mobis WRT | 6  | Sordo      |     |     | 6   | 4   | NC  |     | 7   | 1   |     | 4   | 5   |     | 3   | C   | 380   |
| 1    | Hyundai Shell Mobis WRT | 11 | Neuville   | 2   | 3   | 4   | 1   | 1   | Rit | 2   | NC  | 6   | 3   | NC  | 2   | 1   | C   | 380   |
| 1    | Hyundai Shell Mobis WRT | 19 | Loeb       | 4   | NC  |     | NC  |     | 3   | Rit |     |     |     |     |     | NC  | C   | 380   |
| 1    | Hyundai Shell Mobis WRT | 42 | Breen      |     |     |     |     |     |     |     |     | NC  |     |     | NC  |     | C   | 380   |
| 1    | Hyundai Shell Mobis WRT | 89 | Mikkelsen  | NC  | 4   | Rit |     | 2   | 7   |     | 3   | 4   | NC  | 3   | 6   |     | C   | 380   |
| 2    | Toyota Gazoo Racing WRT | 5  | Meeke      | NC  | 6   | 5   | 8   | 4   | 8   | Rit | 7   | Rit | 2   | 7   | 4   | NC  | C   | 362   |
| 2    | Toyota Gazoo Racing WRT | 8  | Tänak      | 3   | 1   | 2   | 6   | NC  | 1   | 1   | 5   | 1   | 1   | NC  | 1   | 2   | C   | 362   |
| 2    | Toyota Gazoo Racing WRT | 10 | Latvala    | 5   | NC  | NC  | NC  | 5   | NC  | 6   | NC  | 3   | NC  | 6   | Rit | 4   | C   | 362   |
| 3    | Citroën Total WRT       | 1  | Ogier      | 1   | 8   | 1   | 2   | 3   | 2   | 3   | 8   | 5   | 5   | 1   | 3   | 7   | C   | 284   |
| 3    | Citroën Total WRT       | 4  | Lappi      | Rit | 2   | 7   | 7   | Rit | 6   | Rit | 6   | 2   | 6   | 2   | 8   | Rit | C   | 284   |
| 4    | M-Sport Ford WRT        | 3  | Suninen    | 6   | NC  | Rit | 5   | 6   | 5   | 4   | 2   | 7   | 8   | 4   | Rit | 6   | C   | 218   |
| 4    | M-Sport Ford WRT        | 7  | Tidemand   | 6   | 7   |     |     |     |     |     |     |     |     | 8   | 7   |     | C   | 218   |
| 4    | M-Sport Ford WRT        | 33 | Evans      | Rit | 5   | 3   | 3   | Rit | 4   | 5   | 4   |     |     |     | 5   | 5   | C   | 218   |
| 4    | M-Sport Ford WRT        | 33 | Greensmith |     |     |     |     |     |     |     |     | Rit |     |     |     |     | C   | 218   |
| 4    | M-Sport Ford WRT        | 44 | Greensmith |     |     |     |     |     |     | Rit |     |     | 7   |     |     |     | C   | 218   |

| Colore  | Risultato                |
| ------- | ------------------------ |
| Oro     | Vincitore                |
| Argento | 2º posto                 |
| Bronzo  | 3º posto                 |
| Verde   | Finito a punti           |
| Blu     | Finito senza punti       |
| Blu     | Non classificato (NC)    |
| Viola   | Ritirato (Rit)           |
| Nero    | Squalificato (SQ)        |
| Nero    | Escluso (ES)             |
| Bianco  | Non ha gareggiato        |
| Bianco  | Iscrizione ritirata (WD) |
| Bianco  | Non partito (NP)         |
| Bianco  | Gara cancellata (C)      |

### Classifiche WRC-2 Pro
Ogni scuderia doveva partecipare ad almeno sette eventi (a scelta, ma uno doveva essere extra-europeo), schierando almeno una vettura e sino a un massimo di due.

#### Classifica piloti
Per la classifica finale saranno validi soltanto i migliori otto risultati ottenuti sui quattordici in totale a disposizione.
| Pos. | Pilota                  | MON | SVE | MES | FRA   | ARG | CIL | POR | ITA | FIN | GER | TUR | GBR | SPA | AUS | Punti |
| ---- | ----------------------- | --- | --- | --- | ----- | --- | --- | --- | --- | --- | --- | --- | --- | --- | --- | ----- |
| 1    | Kalle Rovanperä         | 2   | 2   |     | (Rit) |     | 1   | 1   | 1   | 1   | 3   | (3) | 1   | (3) | C   | 176   |
| 2    | Mads Østberg            |     | 1   |     |       | 1   | 2   | 3   | 3   |     | 4   |     | 5   | 1   | C   | 145   |
| 3    | Gus Greensmith          | 1   | 3   |     |       | 2   | 3   |     | 4   |     |     | 1   | 3   | 4   | C   | 137   |
| 4    | Jan Kopecký             |     |     |     |       |     |     | 2   | 2   |     | 1   | 2   | 2   | 2   | C   | 115   |
| 5    | Łukasz Pieniążek        |     | 4   | 1   | 1     |     |     | 4   | WD  |     |     |     |     |     | C   | 74    |
| 6    | Eric Camilli            |     |     |     |       |     |     |     |     | 2   | 2   |     |     |     | C   | 36    |
| 7    | Marco Bulacia Wilkinson |     |     |     |       | Rit | 4   |     |     |     |     |     |     |     | C   | 12    |
| 7    | Hayden Paddon           |     |     |     |       |     |     |     |     |     |     |     | 4   |     | C   | 12    |

| Colore  | Risultato                |
| ------- | ------------------------ |
| Oro     | Vincitore                |
| Argento | 2º posto                 |
| Bronzo  | 3º posto                 |
| Verde   | Finito a punti           |
| Blu     | Finito senza punti       |
| Blu     | Non classificato (NC)    |
| Viola   | Ritirato (Rit)           |
| Nero    | Squalificato (SQ)        |
| Nero    | Escluso (ES)             |
| Bianco  | Non ha gareggiato        |
| Bianco  | Iscrizione ritirata (WD) |
| Bianco  | Non partito (NP)         |
| Bianco  | Gara cancellata (C)      |

#### Classifica copiloti
Per la classifica finale erano validi soltanto i migliori otto risultati ottenuti sui quattordici in totale a disposizione.
| Pos. | Copilota          | MON | SVE | MES | FRA   | ARG | CIL | POR | ITA | FIN | GER | TUR | GBR | SPA | AUS | Punti |
| ---- | ----------------- | --- | --- | --- | ----- | --- | --- | --- | --- | --- | --- | --- | --- | --- | --- | ----- |
| 1    | Jonne Halttunen   | 2   | 2   |     | (Rit) |     | 1   | 1   | 1   | 1   | 3   | (3) | 1   | (3) | C   | 176   |
| 2    | Torstein Eriksen  |     | 1   |     |       | 1   | 2   | 3   | 3   |     | 4   |     | 5   | 1   | C   | 145   |
| 3    | Elliott Edmondson | 1   | 3   |     |       | 2   | 3   |     | 4   |     |     | 1   | 3   | 4   | C   | 137   |
| 4    | Pavel Dresler     |     |     |     |       |     |     | 2   | 2   |     | 1   | 2   |     |     | C   | 79    |
| 5    | Kamil Heller      |     | 4   | 1   | 1     |     |     |     |     |     |     |     |     |     | C   | 62    |
| 6    | Benjamin Veillas  |     |     |     |       |     |     |     |     | 2   | 2   |     |     |     | C   | 36    |
| 6    | Jan Hloušek       |     |     |     |       |     |     |     |     |     |     |     | 2   | 2   | C   | 36    |
| 8    | Fabian Cretu      |     |     |     |       | Rit | 4   |     |     |     |     |     |     |     | C   | 12    |
| 8    | Jakub Gerber      |     |     |     |       |     |     | 4   | WD  |     |     |     |     |     | C   | 12    |
| 8    | John Kennard      |     |     |     |       |     |     |     |     |     |     |     | 4   |     | C   | 12    |

| Colore  | Risultato                |
| ------- | ------------------------ |
| Oro     | Vincitore                |
| Argento | 2º posto                 |
| Bronzo  | 3º posto                 |
| Verde   | Finito a punti           |
| Blu     | Finito senza punti       |
| Blu     | Non classificato (NC)    |
| Viola   | Ritirato (Rit)           |
| Nero    | Squalificato (SQ)        |
| Nero    | Escluso (ES)             |
| Bianco  | Non ha gareggiato        |
| Bianco  | Iscrizione ritirata (WD) |
| Bianco  | Non partito (NP)         |
| Bianco  | Gara cancellata (C)      |

#### Classifica costruttori
Per la classifica finale erano validi tutti risultati ottenuti in stagione per entrambe le vetture eventualmente schierate da ogni costruttore.
| Pos. | Pilota           | MON | SVE | MES | FRA | ARG | CIL | POR | ITA | FIN | GER | TUR | GBR | SPA | AUS | Punti |
| ---- | ---------------- | --- | --- | --- | --- | --- | --- | --- | --- | --- | --- | --- | --- | --- | --- | ----- |
| 1    | Škoda Motorsport | 2   | 2   |     | Rit | Rit | 1   | 1   | 1   | 1   | 1   | 2   | 1   | 2   | C   | 333   |
| 1    | Škoda Motorsport |     | Rit |     |     |     | 4   | 2   | 2   | Rit | 3   | 3   | 2   | 3   | C   | 333   |
| 2    | M-Sport Ford WRT | 1   | 3   | 1   | 1   | 2   | 3   | 4   | 4   | 2   | 2   | 1   | 3   |     | C   | 259   |
| 2    | M-Sport Ford WRT |     | 4   |     |     |     |     |     | WD  |     | WD  |     | 4   | 4   | C   | 259   |
| 3    | Citroën Total    |     | 1   |     |     | 1   | 2   | 3   | 3   |     | 4   |     | 5   | 1   | C   | 145   |

| Colore  | Risultato                |
| ------- | ------------------------ |
| Oro     | Vincitore                |
| Argento | 2º posto                 |
| Bronzo  | 3º posto                 |
| Verde   | Finito a punti           |
| Blu     | Finito senza punti       |
| Blu     | Non classificato (NC)    |
| Viola   | Ritirato (Rit)           |
| Nero    | Squalificato (SQ)        |
| Nero    | Escluso (ES)             |
| Bianco  | Non ha gareggiato        |
| Bianco  | Iscrizione ritirata (WD) |
| Bianco  | Non partito (NP)         |
| Bianco  | Gara cancellata (C)      |

### Classifiche WRC-2
Per il campionato WRC-2 erano validi soltanto i migliori sei risultati ottenuti nei primi sette rally disputati da ciascun contendente sui quattordici in totale a disposizione. Qualora gli stessi avessero disputato più di sette gare, in quelle eccedenti essi non avrebbero potuto marcare punti né toglierne agli altri contendenti.

#### Classifica piloti
| Pos. | Pilota                  | MON   | SVE | MES | FRA | ARG   | CIL | POR   | ITA   | FIN   | GER | TUR | GBR | SPA | AUS | Punti |
| ---- | ----------------------- | ----- | --- | --- | --- | ----- | --- | ----- | ----- | ----- | --- | --- | --- | --- | --- | ----- |
| 1    | Pierre-Louis Loubet     |       |     |     | 10  |       |     | 1     | 1     | 4     |     |     | 2   | 5   | C   | 91    |
| 2    | Kajetan Kajetanowicz    |       |     |     | 3   | (Rit) |     |       | 2     |       | 3   | 1   | 12  | 3   | C   | 88    |
| 3    | Benito Guerra           |       |     | 1   |     | 2     | 2   | 6     |       |       |     |     | 7   | Rit | C   | 75    |
| 4    | Nikolaj Grjazin         |       | 5   |     | 2   |       |     | 5     | (Rit) | 1     | 5   |     |     | 11  | C   | 73    |
| 5    | Fabio Andolfi           |       |     |     | 1   |       |     |       | 7     |       | Rit | 3   | 5   | 6   | C   | 64    |
| 6    | Ole Christian Veiby     | 3     | 1   |     | Rit |       |     | (Rit) | 5     |       |     |     | 11  | 4   | C   | 62    |
| 7    | Marco Bulacia Wilkinson |       |     | 2   |     |       |     |       | 4     |       |     | 2   | 4   | Rit | C   | 60    |
| 8    | Takamoto Katsuta        |       | Rit |     | 4   | 5     | 1   | 13    | Rit   | (Rit) |     |     |     |     | C   | 47    |
| 9    | Henning Solberg         |       | 7   |     |     |       |     | 3     |       | 5     |     | 4   |     |     | C   | 43    |
| 10   | Emil Lindholm           |       | 2   |     |     |       |     |       |       | 7     |     |     |     | 2   | C   | 42    |
| 11   | Alberto Heller          |       |     | 3   |     | 4     | Rit | 7     |       |       |     |     | 6   |     | C   | 41    |
| 12   | Paulo Nobre             |       |     |     |     | 3     | 7   |       |       | 6     |     | 6   | 8   | Rit | C   | 41    |
| 13   | Adrien Fourmaux         | 2     |     |     | 9   |       |     |       |       |       | 8   |     | 3   | 13  | C   | 39    |
| 14   | Emil Bergkvist          |       | 4   |     |     |       |     | 2     |       |       |     |     |     |     | C   | 30    |
| 14   | Johan Kristoffersson    |       | 3   |     |     |       |     |       |       | 3     |     |     |     |     | C   | 30    |
| 15   | Rhys Yates              | 4     | 10  |     | 5   |       |     | 15    |       |       | 7   |     | 10  |     | C   | 30    |
| 17   | Simone Tempestini       |       |     |     |     |       |     | 10    | 3     |       | 4   |     |     | Rit | C   | 28    |
| 18   | Pedro Heller            |       |     | Rit |     | 1     | 10  |       |       |       |     |     |     |     | C   | 26    |
| 19   | Yoann Bonato            | 1     |     |     | 12  |       |     |       |       |       |     |     |     |     | C   | 25    |
| 20   | Fabian Kreim            |       |     |     |     |       |     |       |       |       | 1   |     |     |     | C   | 25    |
| 20   | Petter Solberg          |       |     |     |     |       |     |       |       |       |     |     | 1   |     | C   | 25    |
| 20   | Eric Camilli            |       |     |     | Rit |       |     |       |       |       |     |     |     | 1   | C   | 25    |
| 23   | Guillaume de Mevius     | (Rit) |     |     | 7   |       |     | 9     | 6     |       | 10  |     | 9   | 8   | C   | 23    |
| 24   | Jari Huttunen           |       | Rit |     |     |       |     | Rit   |       | 2     |     |     |     |     | C   | 18    |
| 24   | Marijan Griebel         |       |     |     |     |       |     |       |       |       | 2   |     |     |     | C   | 18    |
| 26   | Alejandro Cancio        |       |     |     |     |       | 3   |       |       |       |     |     |     |     | C   | 15    |
| 27   | Cristóbal Vidaurre      |       |     |     |     |       | 4   |       |       |       |     |     |     |     | C   | 12    |
| 27   | Eerik Pietarinen        |       |     |     |     |       |     | 4     |       |       |     |     |     |     | C   | 12    |
| 29   | Nicolas Ciamin          | 5     |     |     | Rit |       |     |       |       |       | Rit |     |     |     | C   | 10    |
| 29   | Samuel Israel           |       |     |     |     |       | 5   |       |       |       |     |     |     |     | C   | 10    |
| 29   | Burak Cukurova          |       |     |     |     |       |     |       |       |       |     | 5   |     |     | C   | 10    |
| 32   | Manuel Villa            | 6     |     |     |     |       |     |       |       |       |     |     |     |     | C   | 8     |
| 32   | Eyvind Brynildsen       |       | 6   |     |     |       |     |       |       |       |     |     |     |     | C   | 8     |
| 32   | Sébastien Bedoret       |       |     |     | 6   |       |     |       |       |       | Rit |     |     |     | C   | 8     |
| 32   | Vicente Israel          |       |     |     |     |       | 6   |       |       |       |     |     |     |     | C   | 8     |
| 32   | Dominik Dinkel          |       |     |     |     |       |     |       |       |       | 6   |     |     |     | C   | 8     |
| 37   | "Pedro"                 | Rit   |     |     | 8   |       |     | 16    |       |       | 9   | 9   |     | 12  | C   | 8     |
| 38   | Bora Manyera            |       |     |     |     |       |     |       |       |       |     | 7   |     |     | C   | 6     |
| 38   | José Antonio Suárez     |       |     |     |     |       |     |       |       |       |     |     |     | 7   | C   | 6     |
| 40   | Patrik Flodin           |       | 8   |     |     |       |     |       |       |       |     |     |     |     | C   | 4     |
| 40   | Eduardo Castro          |       |     |     |     |       | 8   |       |       |       |     |     |     |     | C   | 4     |
| 40   | Armindo Araújo          |       |     |     |     |       |     | 8     |       |       |     |     |     |     | C   | 4     |
| 40   | Grégoire Munster        | Rit   |     |     |     |       |     |       |       | 8     |     |     |     |     | C   | 4     |
| 40   | Diogo Salvi             |       |     |     |     |       |     | Rit   |       |       |     | 8   |     |     | C   | 4     |
| 45   | Mattias Monelius        |       | 9   |     |     |       |     |       |       |       |     |     |     |     | C   | 2     |
| 45   | Francisco Lopez         |       |     |     |     |       | 9   |       |       |       |     |     |     |     | C   | 2     |
| 45   | Nil Solans              |       |     |     |     |       |     |       |       |       |     |     |     | 9   | C   | 2     |
| 48   | Jan Solans              |       |     |     |     |       |     |       |       |       |     |     |     | 10  | C   | 1     |
| Pos. | Pilota                  | MON   | SVE | MES | FRA | ARG   | CIL | POR   | ITA   | FIN   | GER | TUR | GBR | SPA | AUS | Punti |

| Colore  | Risultato                |
| ------- | ------------------------ |
| Oro     | Vincitore                |
| Argento | 2º posto                 |
| Bronzo  | 3º posto                 |
| Verde   | Finito a punti           |
| Blu     | Finito senza punti       |
| Blu     | Non classificato (NC)    |
| Viola   | Ritirato (Rit)           |
| Nero    | Squalificato (SQ)        |
| Nero    | Escluso (ES)             |
| Bianco  | Non ha gareggiato        |
| Bianco  | Iscrizione ritirata (WD) |
| Bianco  | Non partito (NP)         |
| Bianco  | Gara cancellata (C)      |

#### Classifica copiloti
| Pos. | Copilota              | MON   | SVE | MES | FRA | ARG   | CIL | POR   | ITA   | FIN   | GER | TUR | GBR | SPA | AUS | Punti |
| ---- | --------------------- | ----- | --- | --- | --- | ----- | --- | ----- | ----- | ----- | --- | --- | --- | --- | --- | ----- |
| 1    | Vincent Landais       |       |     |     | 10  |       |     | 1     | 1     | 4     |     |     | 2   | 5   | C   | 91    |
| 2    | Maciej Szczepaniak    |       |     |     | 3   | (Rit) |     |       | 2     |       | 3   | 1   | 12  | 3   | C   | 88    |
| 3    | Jaroslav Fëdorov      |       | 5   |     | 2   |       |     | 5     | (Rit) | 1     | 5   |     |     | 11  | C   | 73    |
| 4    | Jaime Zapata          |       |     | 1   |     | 2     | 2   | 6     |       |       |     |     |     |     | C   | 69    |
| 5    | Jonas Andersson       | 3     | 1   |     | Rit |       |     | (Rit) | 5     |       |     |     | 11  | 4   | C   | 62    |
| 6    | Fabian Cretu          |       |     | 2   |     |       |     |       | 4     |       |     | 2   | 4   | Rit | C   | 60    |
| 7    | Daniel Barritt        |       | Rit |     | 4   | 5     | 1   | 13    | Rit   | (Rit) |     |     |     |     | C   | 47    |
| 8    | Ilka Minor            |       | 7   |     |     |       |     | 3     |       | 5     |     | 4   |     |     | C   | 43    |
| 9    | Mikael Korhonen       |       | 2   |     |     |       |     |       |       | 7     |     |     |     | 2   | C   | 42    |
| 10   | José Luis Díaz        |       |     | 3   |     | 4     | Rit | 7     |       |       |     |     | 6   |     | C   | 41    |
| 11   | Gabriel Morales       |       |     |     |     | 3     | 7   |       |       | 6     |     | 6   | 8   | Rit | C   | 41    |
| 12   | Renaud Jamoul         | 2     |     |     | 9   |       |     |       |       |       | 8   |     | 3   | 13  | C   | 39    |
| 13   | Emanuele Inglesi      |       |     |     |     |       |     |       |       |       |     | 3   | 5   | 6   | C   | 33    |
| 14   | Simone Scattolin      |       |     |     | 1   |       |     |       | 7     |       | Rit |     |     |     | C   | 31    |
| 15   | Patrik Barth          |       | 4   |     |     |       |     | 2     |       |       |     |     |     |     | C   | 30    |
| 16   | Stig Rune Skjærmoen   |       | 3   |     |     |       |     |       |       | 3     |     |     |     |     | C   | 30    |
| 17   | Marc Martí            |       |     |     | Rit | 1     | 10  |       | Rit   |       |     |     |     | 9   | C   | 28    |
| 18   | Sergiu Itu            |       |     |     | 11  |       |     | 10    | 3     |       | 4   |     |     | Rit | C   | 28    |
| 19   | Benjamin Boulloud     | 1     |     |     | 12  |       |     |       |       |       |     |     |     |     | C   | 25    |
| 18   | Tobias Braun          |       |     |     |     |       |     |       |       |       | 1   |     |     |     | C   | 25    |
| 18   | Phil Mills            |       |     |     |     |       |     |       |       |       |     |     | 1   |     | C   | 25    |
| 18   | Benjamin Veillas      |       |     |     |     |       |     |       |       |       |     |     |     | 1   | C   | 25    |
| 23   | Martijn Wydaeghe      | (Rit) |     |     | 7   |       |     | 9     | 6     |       | 10  |     | 9   | 8   | C   | 23    |
| 24   | Mikko Lukka           |       |     |     |     |       |     |       |       | 2     |     |     |     |     | C   | 18    |
| 24   | Pirmin Winklhofer     |       |     |     |     |       |     |       |       |       | 2   |     |     |     | C   | 18    |
| 26   | James Morgan          |       | 10  |     | 5   |       |     | 15    |       |       | 7   |     | 10  |     | C   | 18    |
| 27   | Santiago Garcia       |       |     |     |     |       | 3   |       |       |       |     |     |     |     | C   | 15    |
| 28   | Denis Giraudet        | 4     |     |     |     |       |     |       |       |       |     |     |     |     | C   | 12    |
| 28   | Ruben Garcia          |       |     |     |     |       | 4   |       |       |       |     |     |     |     | C   | 12    |
| 28   | Juhana Raitanen       |       |     |     |     |       |     | 4     |       |       |     |     |     |     | C   | 12    |
| 31   | Yannick Roche         | 5     |     |     | Rit |       |     |       |       |       | Rit |     |     |     | C   | 10    |
| 31   | Nicolas Garcia        |       |     |     |     |       | 5   |       |       |       |     |     |     |     | C   | 10    |
| 31   | Vedat Bostanci        |       |     |     |     |       |     |       |       |       |     | 5   |     |     | C   | 10    |
| 34   | Daniele Michi         | 6     |     |     |     |       |     |       |       |       |     |     |     |     | C   | 8     |
| 34   | Veronica Gulbæk Engan |       | 6   |     |     |       |     |       |       |       |     |     |     |     | C   | 8     |
| 34   | Thomas Walbrecq       |       |     |     | 6   |       |     |       |       |       | Rit |     |     |     | C   | 8     |
| 34   | Matias Ramos          |       |     |     |     |       | 6   |       |       |       |     |     |     |     | C   | 8     |
| 34   | Christina Fürst       |       |     |     |     |       |     |       |       |       | 6   |     |     |     | C   | 8     |
| 39   | Emanuele Baldaccini   | Rit   |     |     | 8   |       |     | 16    |       |       | 9   | 9   |     | 12  | C   | 8     |
| 40   | Cem Cerkez            |       |     |     |     |       |     |       |       |       |     | 7   |     |     | C   | 6     |
| 40   | Daniel Cué            |       |     |     |     |       |     |       |       |       |     |     | 7   | Rit | C   | 6     |
| 40   | Alberto Iglesias Pin  |       |     |     |     |       |     |       |       |       |     |     |     | 7   | C   | 6     |
| 43   | Hugo Magalhães        |       |     |     |     |       |     | 11    |       |       |     | 8   |     |     | C   | 4     |
| 44   | Göran Bergsten        |       | 8   |     |     |       |     |       |       |       |     |     |     |     | C   | 4     |
| 44   | Julio Echazu          |       |     |     |     |       | 8   |       |       |       |     |     |     |     | C   | 4     |
| 44   | Luis Ramalho          |       |     |     |     |       |     | 8     |       |       |     |     |     |     | C   | 4     |
| 44   | Louis Louka           | Rit   |     |     |     |       |     |       |       | 8     |     |     |     |     | C   | 4     |
| 48   | Nicklas Edvardsson    |       | 9   |     |     |       |     |       |       |       |     |     |     |     | C   | 2     |
| 48   | Nicolás Levalle       |       |     |     |     |       | 9   |       |       |       |     |     |     |     | C   | 2     |
| 50   | Mauro Barreiro        |       |     |     |     |       |     |       |       |       |     |     |     | 10  | C   | 1     |
| Pos. | Copilota              | MON   | SVE | MES | FRA | ARG   | CIL | POR   | ITA   | FIN   | GER | TUR | GBR | SPA | AUS | Punti |

| Colore  | Risultato                |
| ------- | ------------------------ |
| Oro     | Vincitore                |
| Argento | 2º posto                 |
| Bronzo  | 3º posto                 |
| Verde   | Finito a punti           |
| Blu     | Finito senza punti       |
| Blu     | Non classificato (NC)    |
| Viola   | Ritirato (Rit)           |
| Nero    | Squalificato (SQ)        |
| Nero    | Escluso (ES)             |
| Bianco  | Non ha gareggiato        |
| Bianco  | Iscrizione ritirata (WD) |
| Bianco  | Non partito (NP)         |
| Bianco  | Gara cancellata (C)      |

### Classifiche Junior WRC
Per il JWRC valeva lo stesso sistema di punteggio degli altri campionati con l'aggiunta che ogni equipaggio avrebbe totalizzato un punto in più per ogni prova speciale vinta. L'appuntamento finale in Gran Bretagna assegnò punteggio doppio purché i contendenti avessero disputato almeno tre dei quattro eventi precedenti. I punti per la posizione finale in ogni appuntamento venivano assegnati tenendo in considerazione soltanto i migliori quattro risultati ottenuti, regola non valida invece per quelli conquistati a seguito delle speciali vinte, accumulabili in tutti e cinque gli appuntamenti.

#### Classifica piloti
| Pos. | Pilota                | SVE | FRA  | ITA   | FIN    | GBR | Punti |
| ---- | --------------------- | --- | ---- | ----- | ------ | --- | ----- |
| 1    | Jan Solans            | 31  | (4)6 | 112   | 25     | 17  | 139   |
| 2    | Tom Kristensson       | 1   | 23   | (3)   | 18     | 2   | 118   |
| 3    | Dennis Rådström       | 812 | 31   | 26    | (Rit)5 | 910 | 75    |
| 4    | Sean Johnston         | 5   | Rit  | (Rit) | 5      | 3   | 50    |
| 5    | Roland Poom           | 2   | 6    |       | 3      | 10  | 43    |
| 6    | Enrico Oldrati        | 7   | 8    | (8)   | 6      | 4   | 42    |
| 7    | Julius Tannert        | 11  | 13   | 6     | Rit1   |     | 37    |
| 8    | Fabrizio Zaldivar     | 9   | (10) | 7     | 8      | 5   | 32    |
| 9    | Tom Williams          | 4   | 5    | (Rit) | 10     | 8   | 31    |
| 10   | Mārtiņš Sesks         | 63  | Rit  | 5     | 92     |     | 25    |
| 11   | Raul Badiu            | 13  | 7    | 4     | Rit    |     | 18    |
| 12   | Aleksi Röyhkiö        |     |      |       | 4      |     | 12    |
| 13   | Nico Knacker          | 12  | 9    | 9     | 7      |     | 10    |
| 14   | Ryan Booth            |     |      |       |        | 6   | 8     |
| 15   | Keanna Erickson-Chang |     |      |       |        | 7   | 6     |
| 16   | Ken Torn              | 102 | Rit  |       |        |     | 3     |
| 17   | Sami Pajari           |     |      |       | Rit2   |     | 2     |

#### Classifica copiloti
| Pos. | Copilota             | SVE | FRA  | ITA   | FIN    | GBR | Punti |
| ---- | -------------------- | --- | ---- | ----- | ------ | --- | ----- |
| 1    | Mauro Barreiro       | 31  | (4)6 | 112   | 25     | 17  | 139   |
| 2    | Henrik Appelskog     | 1   | 23   | (3)   | 18     | 2   | 118   |
| 3    | Johan Johansson      | 812 | 31   | 26    | (Rit)5 | 910 | 75    |
| 4    | Alexander Kihurani   | 5   | Rit  | (Rit) | 5      | 3   | 50    |
| 5    | Ken Järveoja         | 2   | 6    |       | 3      | 10  | 43    |
| 6    | Elia De Guio         | 7   | 8    | (8)   | 6      | 4   | 42    |
| 7    | Jürgen Heigl         |     | 13   | 6     | Rit1   |     | 37    |
| 8    | Fernando Mussano     | 9   | (10) | 7     | 8      | 5   | 32    |
| 9    | Phil Hall            | 4   | 5    | (Rit) | 10     | 8   | 31    |
| 10   | Krišjanis Caune      | 63  | Rit  | 5     |        |     | 21    |
| 11   | Gabriel Lazăr        | 13  | 7    | 4     | Rit    |     | 18    |
| 12   | Ville Mannisenmäki   |     |      |       | 4      |     | 12    |
| 13   | Rhianon Gelsomino    |     |      |       |        | 6   | 8     |
| 14   | Michael Wenzel       |     | 9    |       | 7      |     | 8     |
| 15   | Martin Brady         |     |      |       |        | 7   | 6     |
| 16   | Andris Mālnieks      |     |      |       | 92     |     | 4     |
| 17   | Kuldar Sikk          | 102 |      |       |        |     | 3     |
| 18   | Anne Katharina Stein |     |      | 9     |        |     | 2     |
| 19   | Antti Haapala        |     |      |       | Rit2   |     | 2     |

| \| Colore \| Risultato \| \| ------- \| ------------------------ \| \| Oro \| Vincitore \| \| Argento \| 2º posto \| \| Bronzo \| 3º posto \| \| Verde \| Finito a punti \| \| Blu \| Finito senza punti \| \| Blu \| Non classificato (NC) \| \| Viola \| Ritirato (Rit) \| \| Nero \| Squalificato (SQ) \| \| Nero \| Escluso (ES) \| \| Bianco \| Non ha gareggiato \| \| Bianco \| Iscrizione ritirata (WD) \| \| Bianco \| Non partito (NP) \| \| Bianco \| Gara cancellata (C) \| Note: x – Indica gli ulteriori punti conquistati in base al numero di prove speciali vinte. Tra parentesi il risultato scartato. |                          |
| Colore | Risultato                |
| Oro | Vincitore                |
| Argento | 2º posto                 |
| Bronzo | 3º posto                 |
| Verde | Finito a punti           |
| Blu | Finito senza punti       |
| Blu | Non classificato (NC)    |
| Viola | Ritirato (Rit)           |
| Nero | Squalificato (SQ)        |
| Nero | Escluso (ES)             |
| Bianco | Non ha gareggiato        |
| Bianco | Iscrizione ritirata (WD) |
| Bianco | Non partito (NP)         |
| Bianco | Gara cancellata (C)      |